# Economia da Região Sudeste do Brasil
A economia da Região Sudeste do Brasil é muito forte e diversificada, sendo considerada a maior do país, que ganhou esse reconhecimento desde o período café com leite, em que essas duas mercadorias eram as mais importantes para a capitalização brasileira. É o local mais industrializado do Brasil e o ramo industrial é diversificado e forte. Alguns dos mais importantes ramos industriais da região são: as automobilística (com mais força em São Paulo), siderúrgica (São Paulo, Rio de Janeiro e Espírito Santo), petroquímica (Rio de Janeiro, São Paulo e Minas Gerais), navais (Rio de Janeiro) petrolífera ( Rio de janeiro e Espirito Santo). Na agricultura, os principais produtos cultivados são: cana-de-açúcar, café, algodão, milho, mandioca, arroz, feijão e frutas. Na pecuária, o maior rebanho são os dos  bovinos, e o estado de Minas Gerais é o principal criador. Eqüinos e suínos também são encontrados. Também há prática o extrativismo mineral, cujos principais minérios explorados são ferro, manganês, ouro e pedras preciosas. As maiores jazidas são encontradas no estado de Minas Gerais.
Também é responsável por cerca de 55% do PIB Nacional (Produto Interno Bruto) brasileiro, e por isso, é conhecida como a "locomotiva econômica do Brasil". No ano de 2010, a região produziu 2,1 trilhões de reais em riquezas, segundo dados das Contas Nacionais, do Instituto Brasileiro de Geografia e Estatística (IBGE), sendo apenas o Estado de São Paulo responsável por 1,2 trilhão dessa produção, o equivalente a 33,1% do PIB nacional, que segundo Carlos Alberto Azzoni, professor da Faculdade de Economia da Universidade de São Paulo (FEA-USP), "As melhores empresas e os melhores profissionais de todo Brasil são atraídos pelos potenciais de mercado e as oportunidades de rendimento de São Paulo". Em 2014, o PIB da região chegou a 3.2 trilhões, com a taxa de desemprego de 7,3% e uma renda per capita de 37.2 mil reais.[carece de fontes?]

## Setores

### Setor primário

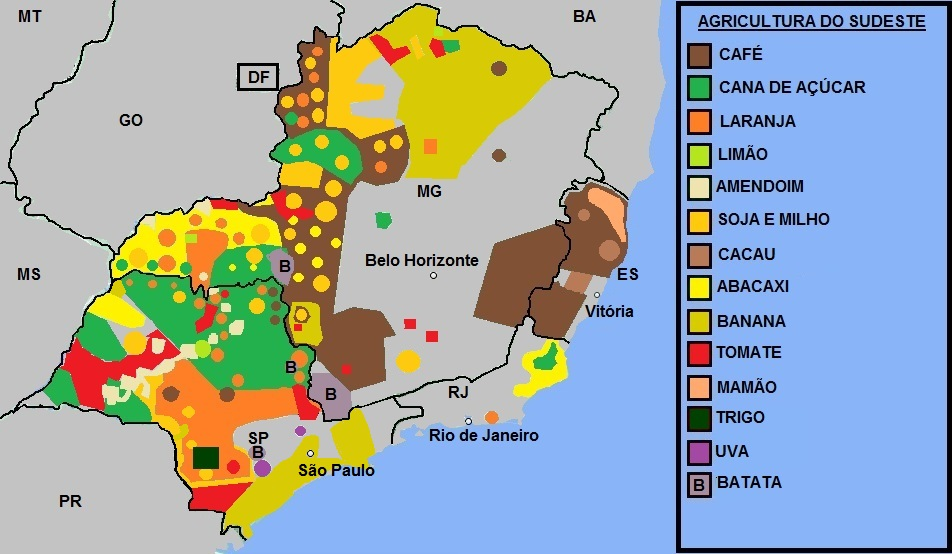
Alguns dos principais cultivos do Sudeste do Brasil.

Pela metodologia do IBGE, a agropecuária é responsável por cerca de 5% do resultado total do PIB do Brasil em 2019, pois considera apenas o que é produzido dentro das fazendas. Em 2019, o setor movimentou R$ 322 bilhões de um total de R$ 7,3 trilhões. Quando se leva em conta a participação das agroindústrias (como frigoríficos) e o setor de serviços da atividade (como transporte de mercadorias), o agronegócio como um todo responde por, pelo menos, 20% do PIB brasileiro. 

#### Agricultura

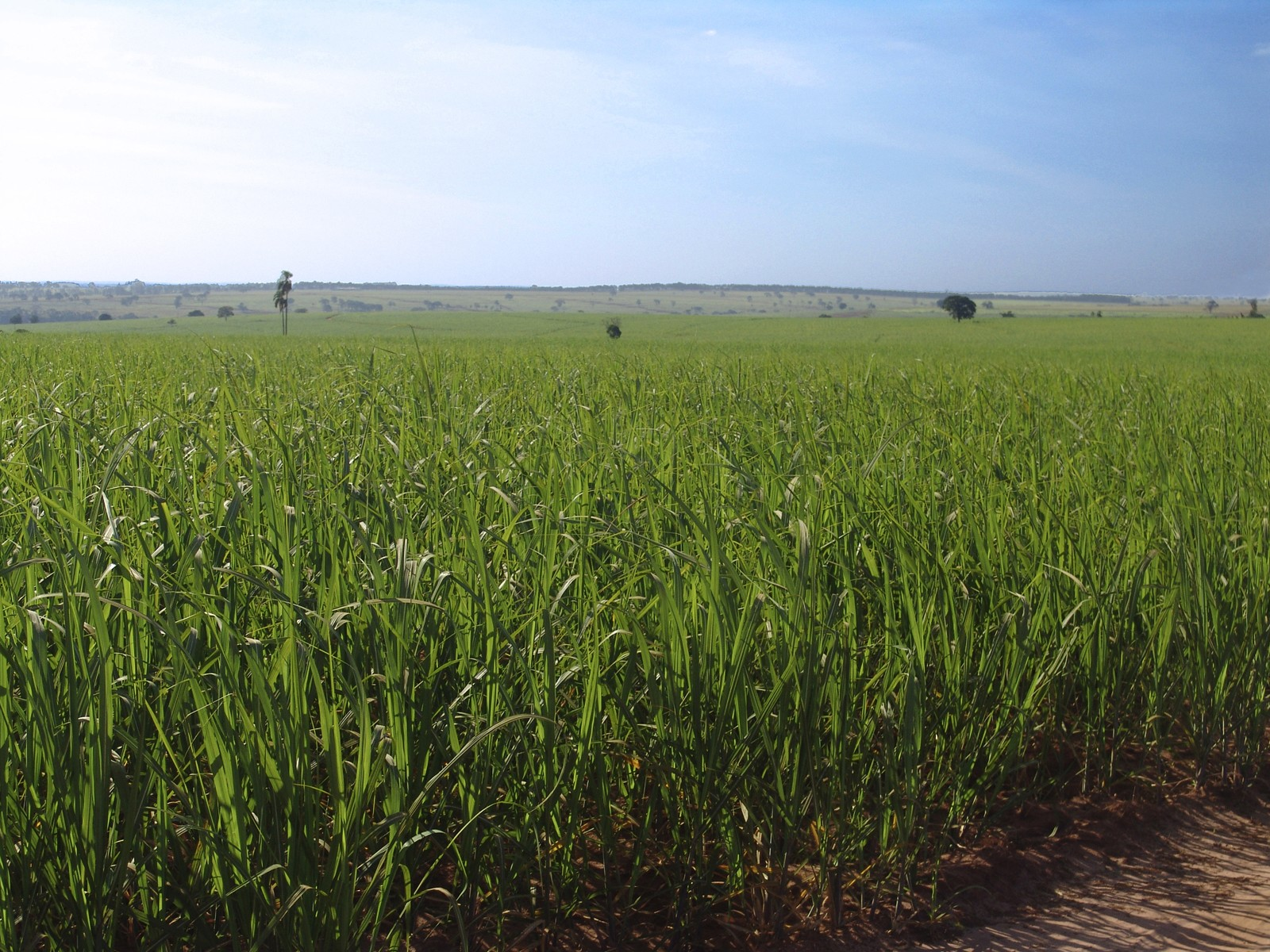
Cana-de-açúcar: uma das culturas mais praticadas na região.

O setor Agropecuaria apresenta-se bem desenvolvido e extremamente diversificado, a existência de um setor agrícola forte nessa região deve-se à existência de vastos solos férteis (a terra roxa),e, embora o café tenha sido a força econômica pioneira da ocupação do estado de São Paulo e de seu grande desenvolvimento econômico, o seu cultivo tem se reduzido cada vez mais (sendo atualmente a principal área produtora a região do sul de Minas Gerais) e, atualmente intercala-se com outras culturas ou foi inteiramente substituído.
Destacam-se, na produção agrícola regional, a cana-de-açúcar, a soja e a laranja. O Sudeste é responsável pela maior parte da produção de cana-de-açúcar do país, concentrada na Baixada Fluminense, na Zona da Mata Mineira e no estado de São Paulo (50% do total nacional). Já o cultivo da soja apresenta crescente avanço, pois é largamente utilizada na indústria de óleos e de rações para animais, sendo uma grande parte exportada. Em sua maior parte destinada à industrialização e exportação de suco, a produção de laranjas é realizada principalmente no estado de São Paulo, que responde por 80% do total nacional. Também são produtos de destaque na agricultura do Sudeste, o algodão, o milho(que serve para fazer ração), o arroz, a mamona e o amendoim, entre outros.

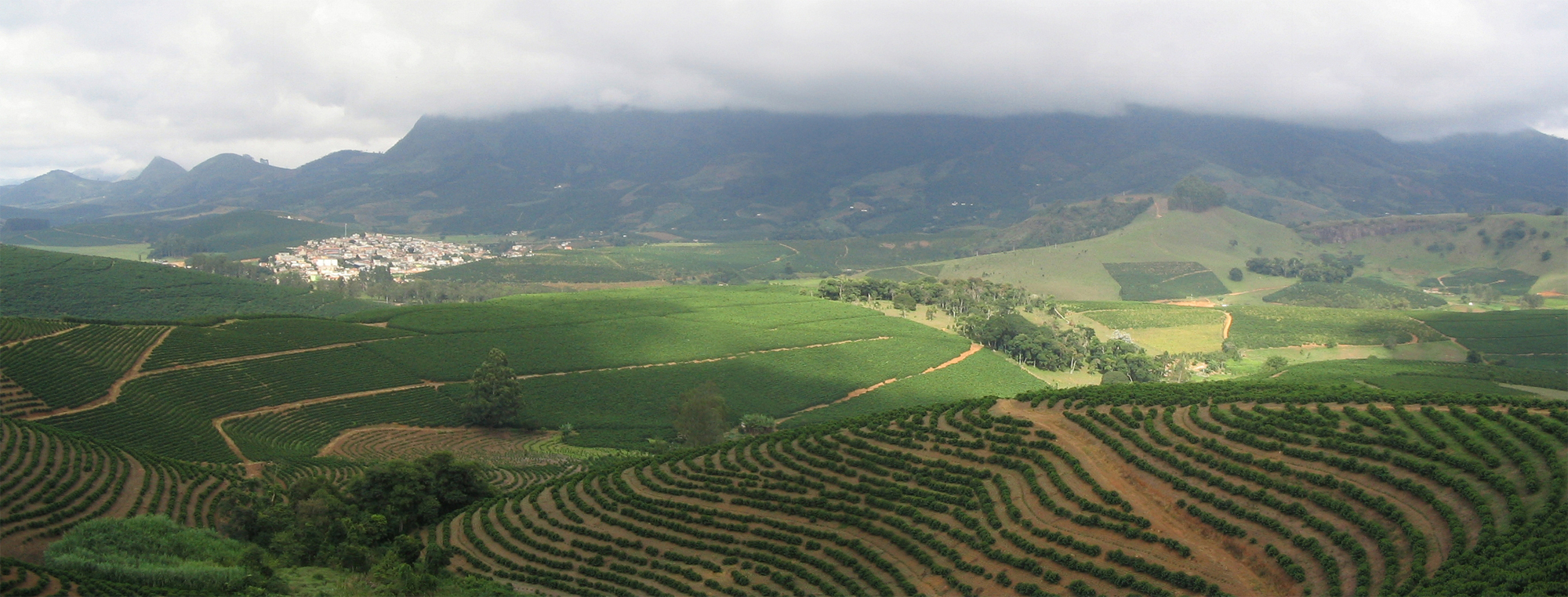
Plantação de café em São João do Manhuaçu, interior de Minas Gerais.

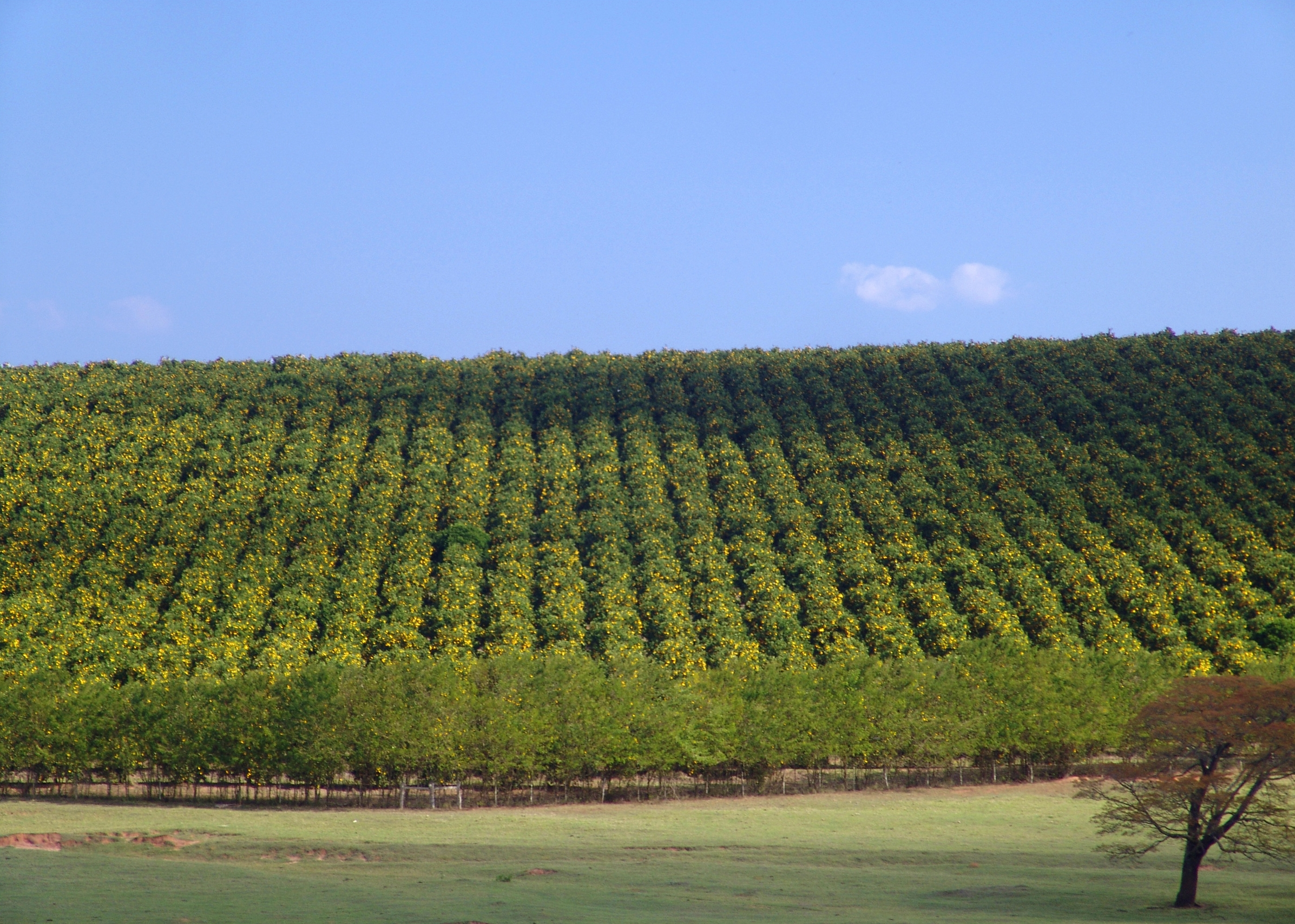
Laranjal em Avaré, em São Paulo, Brasil

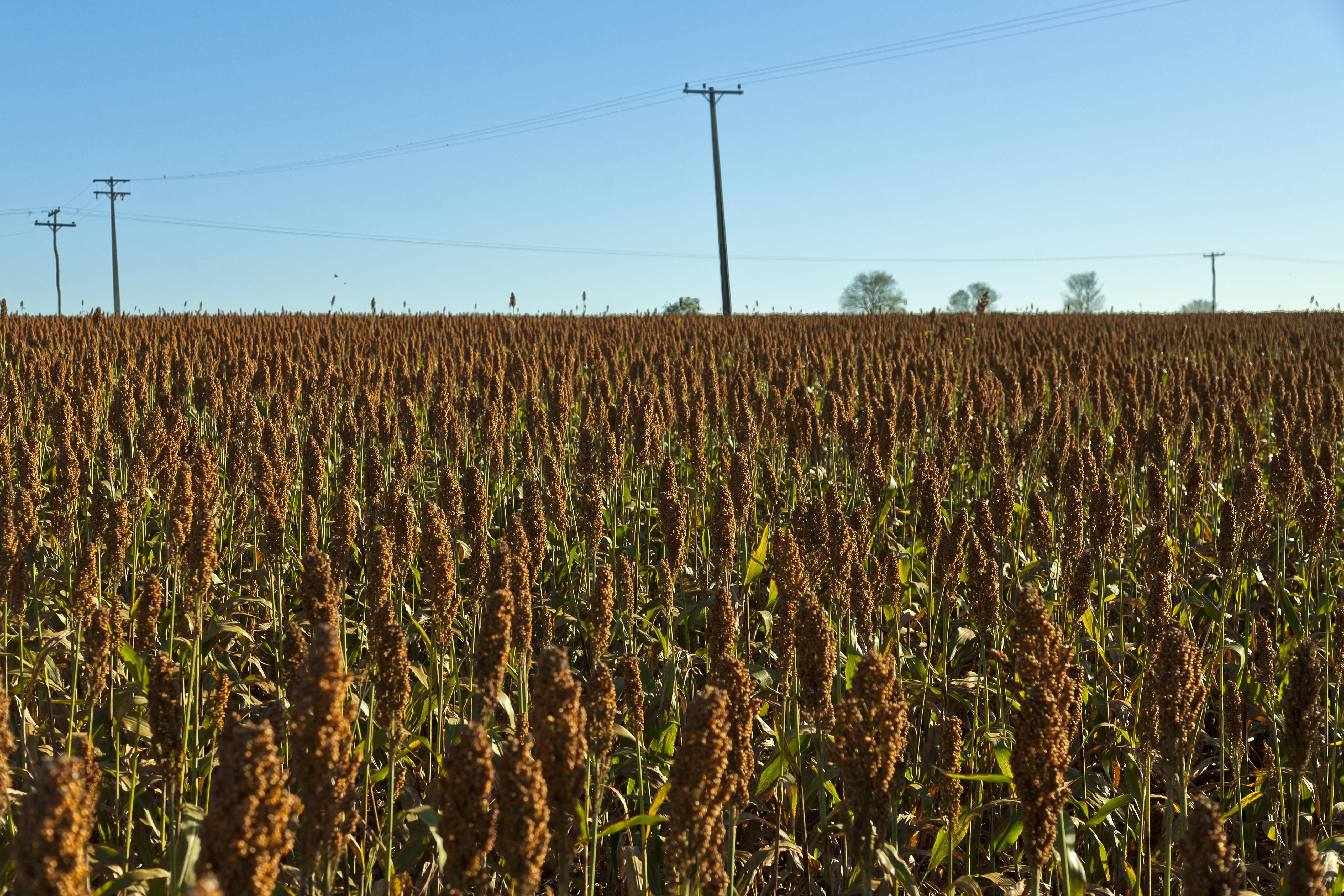
Plantação de sorgo

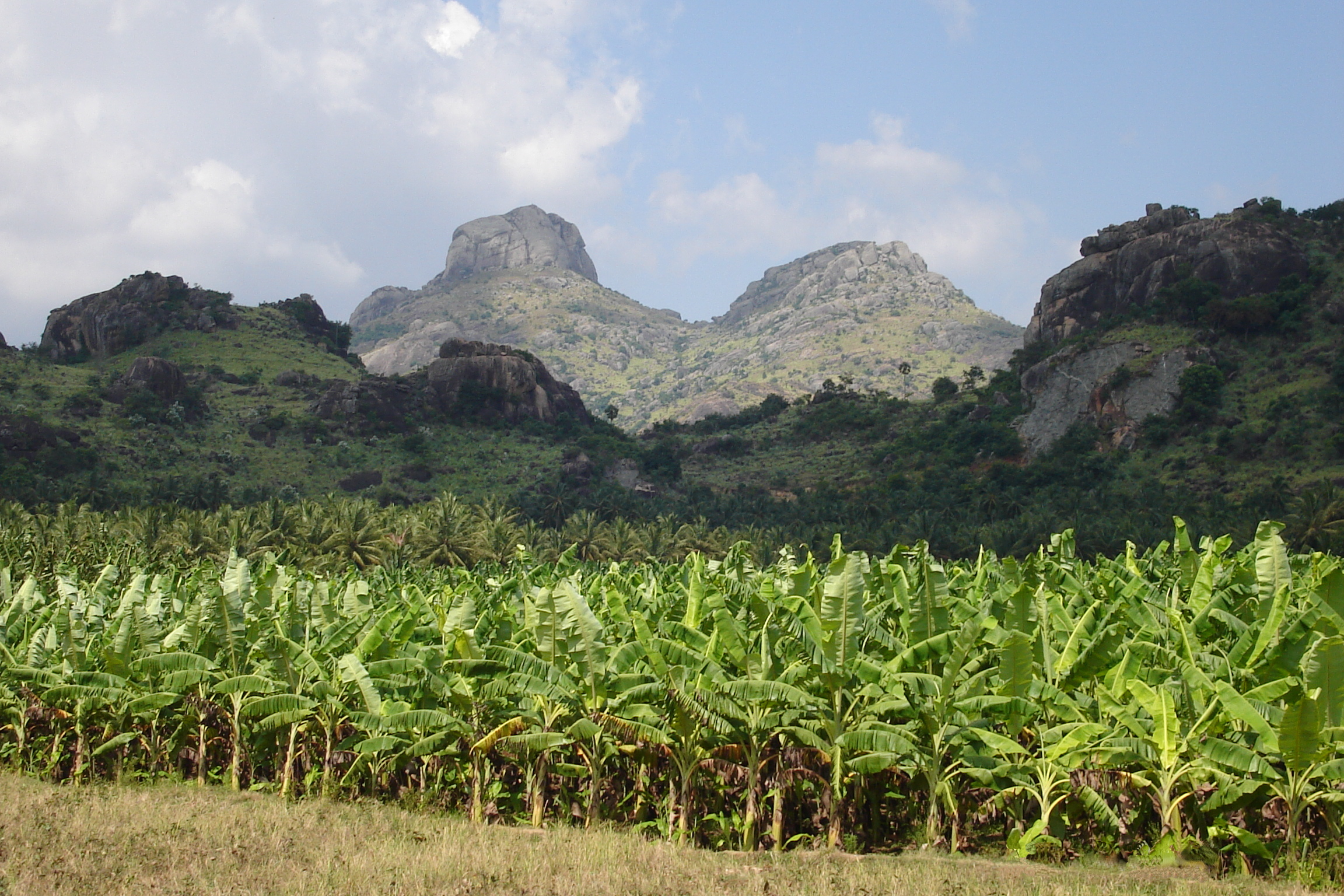
Plantação de bananas

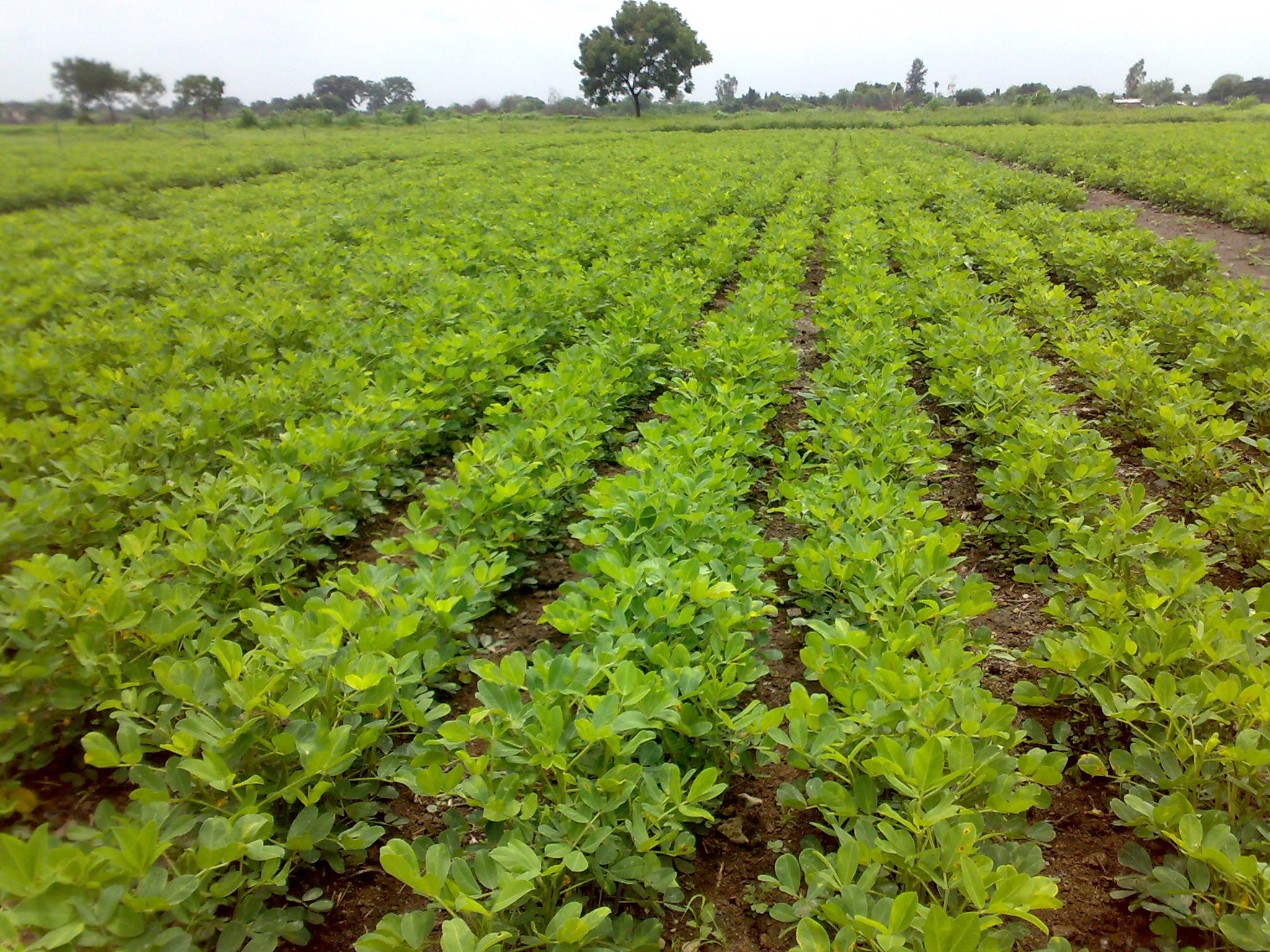
Plantação de amendoim

Em 2020, Minas Gerais era o maior produtor de café arábica do país, com 74% do total nacional (1,9 milhão de toneladas, ou 31,2 milhões de sacas de 60 kg). Já o Espírito Santo era o maior produtor de café conillon, com participação de 66,3% do total (564,5 mil toneladas, ou 9,4 milhões de sacas de 60 kg). Em 2017, Minas respondia por 54,3% da produção nacional total de café (1º lugar), Espírito Santo respondia por 19,7% (segundo lugar) e São Paulo, 9,8% (terceiro lugar).
O Sudeste é responsável pela maior parte da produção de cana-de-açúcar do país, concentrada no estado de São Paulo, na Zona da Mata Mineira e no Norte Fluminense. Em 2020, São Paulo continuava sendo o maior produtor nacional, com 341,8 milhões de toneladas, responsável por 51,2% da produção. Minas Gerais era o terceiro maior produtor de cana, sendo responsável por 11,1% do total produzido no País, com 74,3 milhões de toneladas. A área no entorno de Campos dos Goytacazes, no Rio de Janeiro, vem sofrendo com a decadência desta atividade: no início do século XX, Campos possuía 27 usinas funcionando, e ao longo do século, foi uma das maiores produtoras do Brasil, porém, em 2020, apenas duas usinas de açúcar operavam na cidade. O estado, que colhia cerca de 10 milhões de toneladas nos anos 1980,  colheu 1,8 milhões de toneladas na safra de 2019/20. O Espírito Santo colheu quase 3 milhões de toneladas no mesmo ano. 
Sobre a laranja, São Paulo é o principal produtor do país e responsável por 77,5% do total nacional. Em 2020, a produção foi estimada em 13,7 milhões de toneladas, ou 334,6 milhões de caixas de 40,8 kg. Em sua maior parte é destinada à industrialização e exportação do suco. Minas Gerais foi o 2º maior produtor nacional de laranja em 2018, com um total de 948 mil toneladas. 
Já o cultivo da soja apresenta crescente avanço, pois é largamente utilizada na indústria de óleos e de rações para animais, sendo uma grande parte exportada. Porém, não está entre os maiores produtores nacionais deste grão. Na safra 2018/2019, Minas Gerais colheu 5 milhões de toneladas (7º lugar no país), e São Paulo, 3 milhões. 
Minas Gerais é o 2º maior produtor de feijão do Brasil, com 17,2% da produção nacional em 2020. Além disso, é um dos maiores produtores nacionais de sorgo: Goiás e Minas Gerais respondem por 74,8% da produção brasileira do cereal. Está, também, em 3º lugar na produção nacional de algodão.
O estado de São Paulo concentra mais de 90% da produção nacional de amendoim, sendo que o Brasil exporta cerca de 30% do amendoim que produz.
São Paulo também é o maior produtor nacional de banana, com Minas Gerais em 3º lugar e Espírito Santo em 7º lugar. O Brasil já foi o 2º maior produtor mundial da fruta, estando em 3º lugar atualmente, perdendo apenas para Índia e Equador.
Em 2018, São Paulo e Minas Gerais foram os maiores produtores de tangerina do Brasil.  O Espírito Santo foi o maior produtor de mamão.  Sobre o caqui, São Paulo é o maior produtor do país com 58%, Minas está em 3º lugar com 8%, e Rio de Janeiro em 4º lugar com 6%.
Em 2019, no Brasil, havia uma área total produtora em torno de 4 mil hectares de morango. O maior produtor é Minas Gerais, com aproximadamente 1.500 hectares, cultivado na maioria dos municípios do extremo sul do Estado, na região da Serra da Mantiqueira, sendo Pouso Alegre e Estiva os maiores produtores. São Paulo estava em 2º lugar com 800 hectares, com produção concentrada nos municípios de Piedade, Campinas, Jundiaí, Atibaia e municípios próximos.
O Sudeste é o maior produtor de limão do país, com 86% do total obtido em 2018. Só o estado de São Paulo produz 79% do total. 
O estado do Rio de Janeiro, atualmente, se destaca na produção de abacaxi, onde é o 4º maior produtor do país (116 milhões de frutos em 2019), produzido nas cidades de São Francisco de Itabapoana, São João da Barra, Campos dos Goytacazes e Quissamã. 
Sobre a cenoura, o Brasil ocupava em 2016 o quinto lugar no ranking mundial, com uma produção anual próxima de 760 mil toneladas. Em relação às exportações deste produto ,o Brasil ocupa a sétima posição mundial. Minas Gerais e São Paulo são os 2 maiores produtores do Brasil. Entre os polos de produção em Minas Gerais, estão os municípios de São Gotardo,Santa Juliana e Carandaí. Em São Paulo, os municípios produtores são Piedade, Ibiúna e Mogi das Cruzes. Já a batata tem como principal produtor nacional o estado de Minas Gerais, com 32% do total produzido no país. Minas Gerais colheu, em 2017, cerca de 1,3 milhão de toneladas do produto. São Paulo detém 24% da produção. 

#### Pecuária

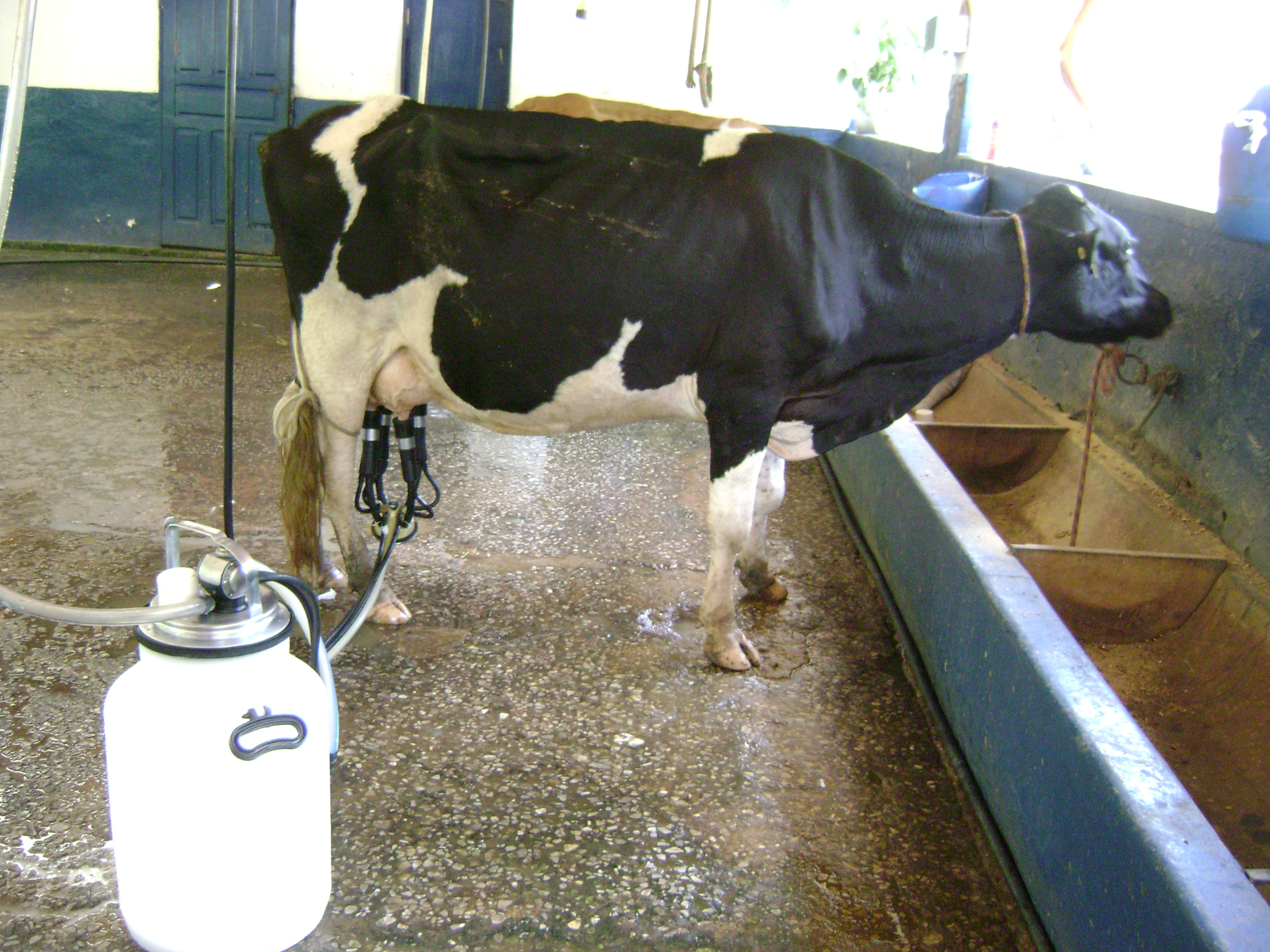
Extração de leite em Minas Gerais

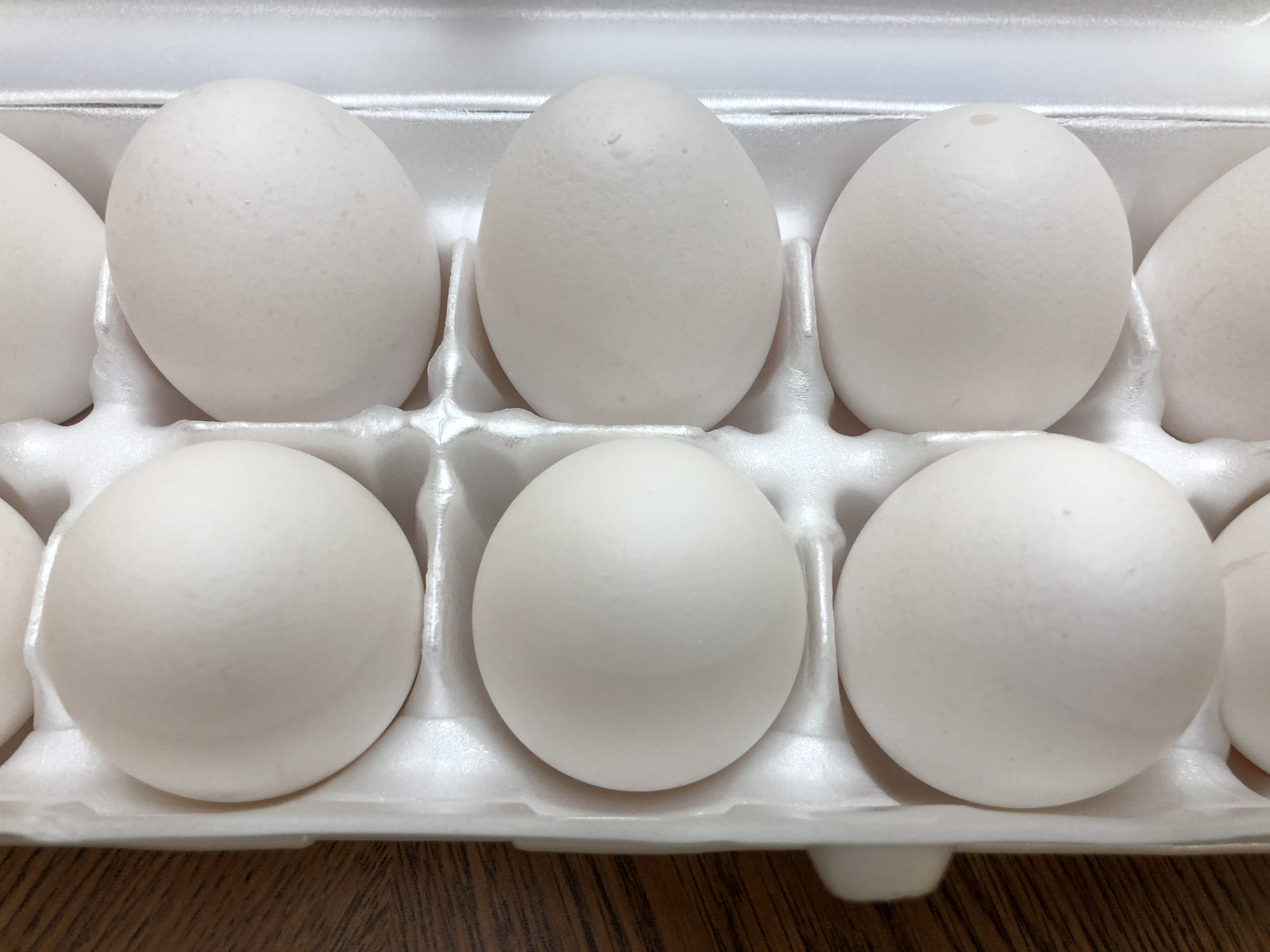
A produção de ovos é a maior do Brasil

A pecuária  tem grande destaque na região Sudeste, sendo o seu rebanho bovino o segundo maior do país. A grande produção de carne bovina (pecuária de corte) e suína permite a instalação e o desenvolvimento de frigoríficos e indústrias de laticínios (pecuária leiteira). A criação de aves (avicultura) e a produção de ovos são as maiores do país (aproximadamente 40% do total nacional), concentrando-se no estado de São Paulo.
O Sudeste é o 2º maior produtor nacional de leite, com 34,2%, perdendo por pouco para a Região Sul, que produz 35,7%. O Sudeste tem o maior rebanho de vacas ordenhadas: 30,4% do total de 17,1 milhões existentes no Brasil. A maior produtividade, porém, é a da Região Sul, com uma média de 3.284 litros por vaca ao ano, por isso lidera o ranking de produção de leite desde 2015. Minas Gerais é o principal Estado produtor de leite no Brasil, com o maior efetivo também de vacas ordenhadas, responsável por 26,6% da produção e 20,0% do total de animais de ordenha. O município de Patos de Minas foi o 2º maior produtor em 2017, com 191,3 milhões de litros de leite.
A criação de aves (avicultura) e a produção de ovos são as maiores do país. Os plantéis avícolas, conforme o IBGE, englobam frangos/as, galos, galinhas e pintinhos. Em 2018, a região Sul, com destaque na criação de frangos/as para o abate, foi responsável por quase metade do total brasileiro (46,9%). Só o Paraná respondeu por 26,2%. A situação de inverte, contudo, quando se trata de galinhas. A primeira região do ranking foi o Sudeste, com 38,9% do total de cabeças do país. Foi estimado um total de 246,9 milhões de galinhas para 2018. O estado de São Paulo foi responsável por 21,9%. A produção nacional de ovos de galinha foi de 4,4 bilhões de dúzias em 2018. A região Sudeste foi responsável por 43,8% do total produzido. O estado de São Paulo foi o maior produtor nacional (25,6%).O efetivo de codornas foi de 16,8 milhões de aves. O Sudeste é responsável por 64%, tendo destaque São Paulo (24,6%) e Espírito Santo (21,0%)

### Setor secundário
Em 2019, o setor secundário, que abrange a indústria de plástico, alimentos, bebidas, metalurgia, têxtil, entre outras, representou apenas 11% da atividade econômica do Brasil. Há duas décadas, a atividade respondia por mais de 15% do PIB. Em 1970, a participação era de 21,4%. A indústria brasileira é uma das que mais apresentaram recuo no mundo em quase 50 anos. A desindustrialização da economia brasileira é bastante particular e aconteceu de forma muito precoce, por ser normal que a indústria perca espaço quando a renda per capita das famílias comece a crescer, já que elas consomem mais serviços e menos bens, porém, no Brasil, não atingiu-se uma renda per capita alta e o país não enriqueceu o suficiente para a estrutura produtiva migrar de forma tão rápida. Com isso, o país fica travado. A estagnação do setor explica em parte a lenta retomada do mercado de trabalho no país. A solução para o problema, segundo especialistas, seriam mais mecanismos de financiamento, resolver gargalos na infraestrutura nacional e no sistema tributário para alavancar novamente a indústria e tornar o Brasil mais competitivo. O Brasil é o nono parque industrial do mundo. 

#### Dados por Estado
São Paulo tinha em 2017 um PIB industrial de R$ 378,7 bilhões, equivalente a 31,6% da indústria nacional e empregando 2.859.258 trabalhadores na indústria. Os principais setores industriais são: Construção (18,7%), Alimentos (12,7%), Químicos (8,4%), Serviços Industriais de Utilidade Pública, como Energia Elétrica e Água (7,9%) e Veículos Automotores (7,0%). Estes 5 setores concentram 54,7% da indústria do estado. 
Minas Gerais tinha em 2017 um PIB industrial de R$ 128,4 bilhões, equivalente a 10,7% da indústria nacional. Emprega 1.069.469 trabalhadores na indústria. Os principais setores industriais são: Construção (17,9%), Extração de Minerais Metálicos (15,2%), Alimentos (13,4%), Serviços Industriais de Utilidade Pública, como Energia Elétrica e Água (10,8%) e Metalurgia (10,5%). Estes 5 setores concentram 67,8% da indústria do estado. 
O Rio de Janeiro tinha em 2017 um PIB industrial de R$ 104,6 bilhões, equivalente a 8,7% da indústria nacional e empregando 556.283 trabalhadores na indústria. Os principais setores industriais do Rio são: Construção (22,6%), Extração de Petróleo e Gás Natural (22,3%), Serviços Industriais de Utilidade Pública, como Energia Elétrica e Água (14,3%), Derivados do Petróleo e Biocombustíveis (14,1%) e Químicos (3,6%). Estes 5 setores concentram 76,9% da indústria do estado. 
O Espírito Santo tinha em 2017 um PIB industrial de R$ 21,3 bilhões, equivalente a 1,8% da indústria nacional. Emprega 168.357 trabalhadores na indústria. Os principais setores industriais são: Extração de Petróleo e Gás Natural (23,0%), Construção (20,5%), Serviços Industriais de Utilidade Pública, como Energia Elétrica e Água (12,3%), Metalurgia (7,5%) e Celulose e Papel (6,6%). Estes 5 setores concentram 69,9% da indústria do estado. 

#### Indústria

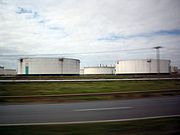
REPLAN, a maior refinaria de petróleo do Brasil, em Paulínia-SP.

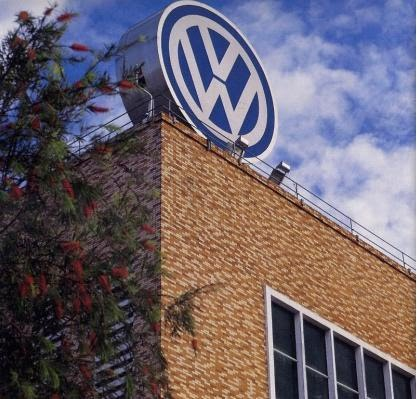
Fábrica da Volkswagen em São Bernardo do Campo, SP

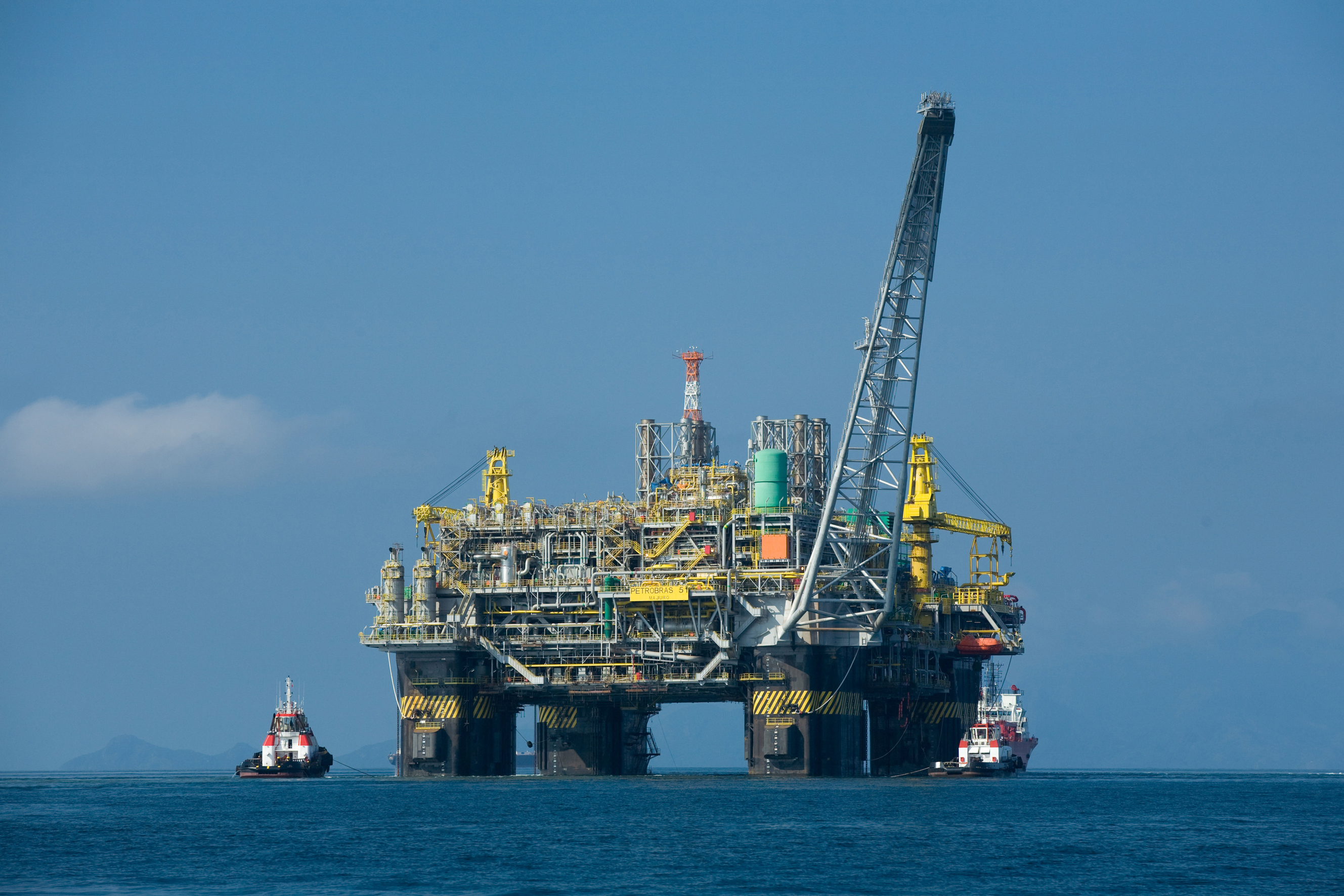
Plataforma P-51, destinada a produção de petróleo e gás natural no Rio de Janeiro

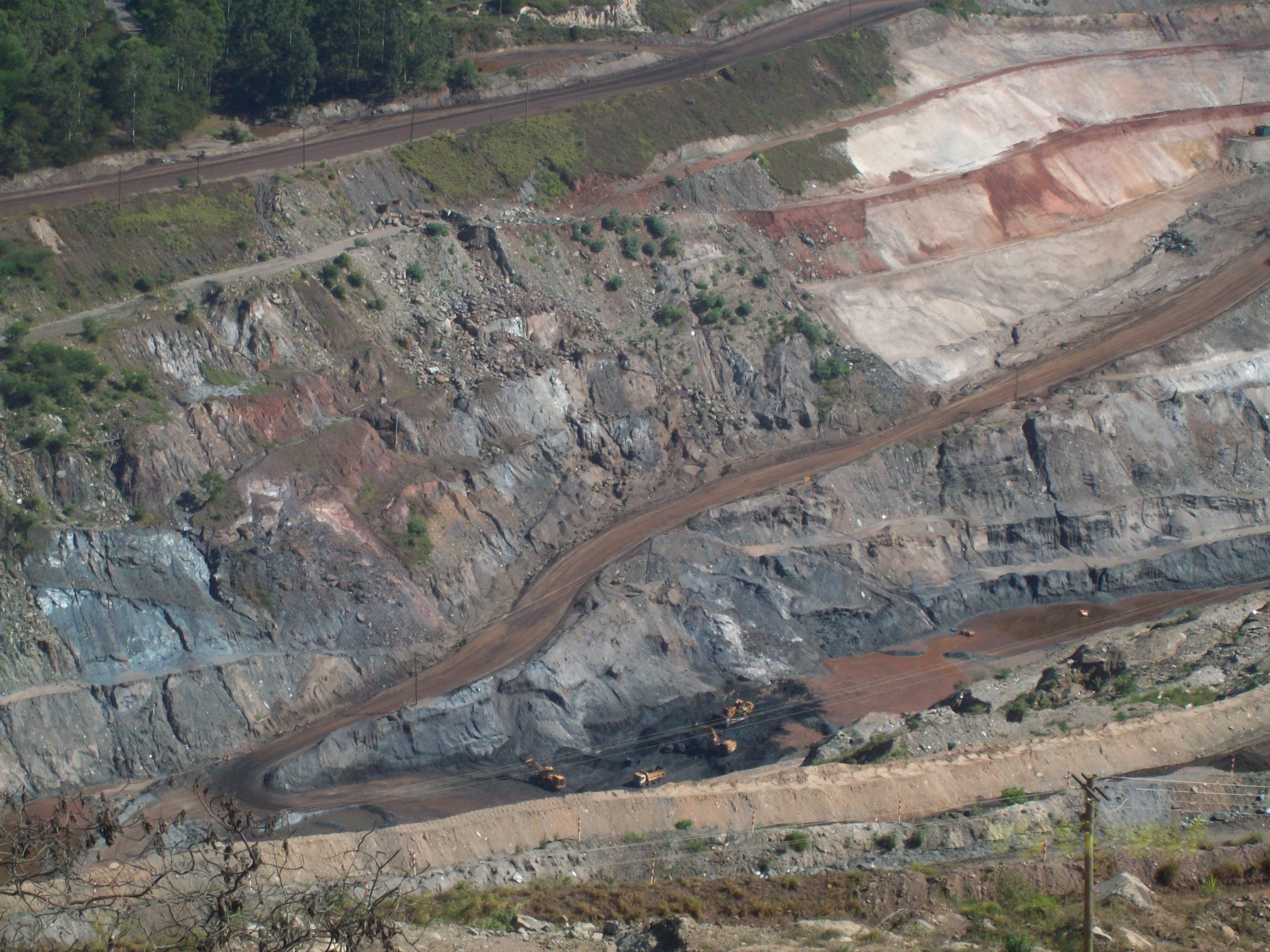
Mina de ferro em Itabira, MG

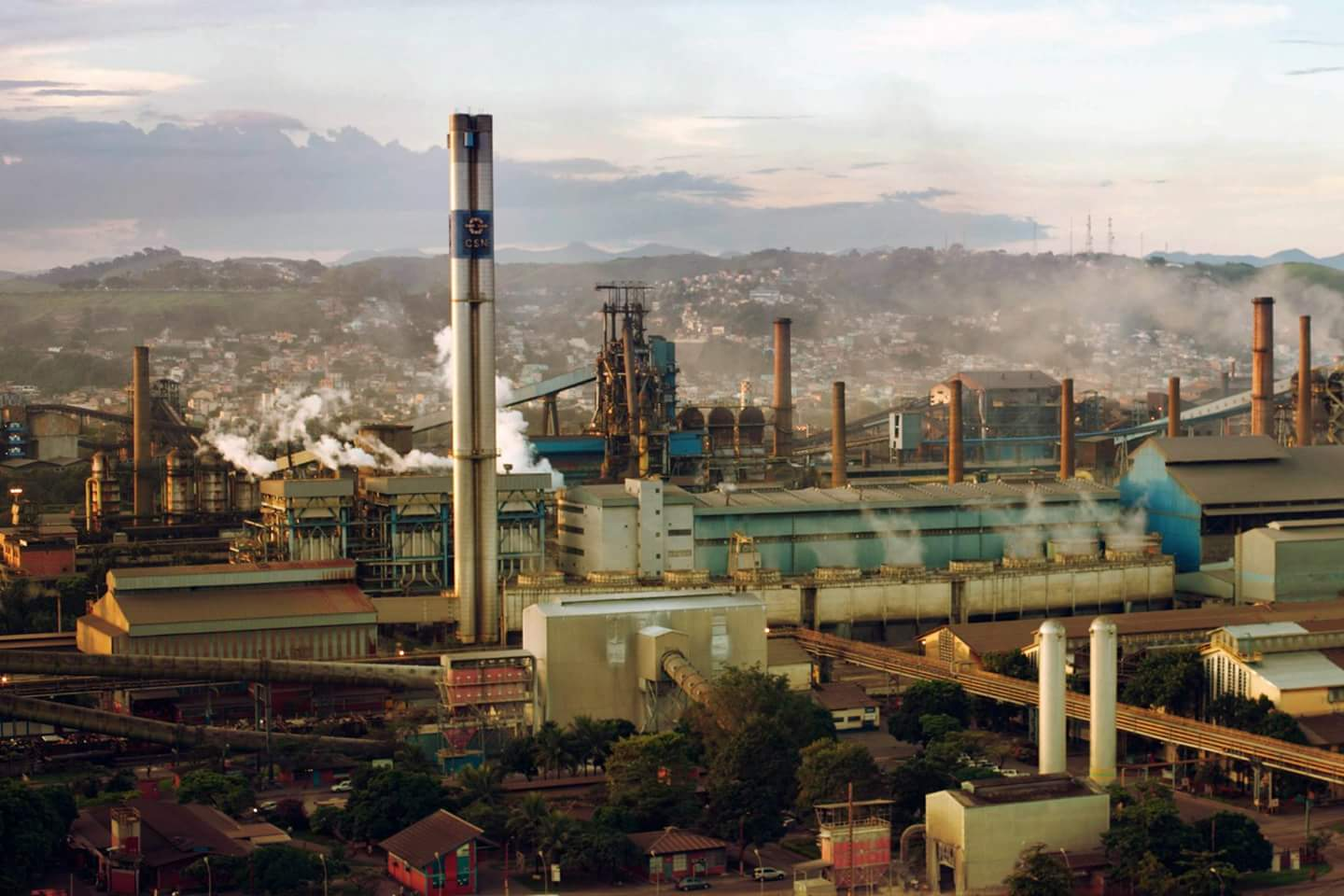
CSN, no Rio de Janeiro.

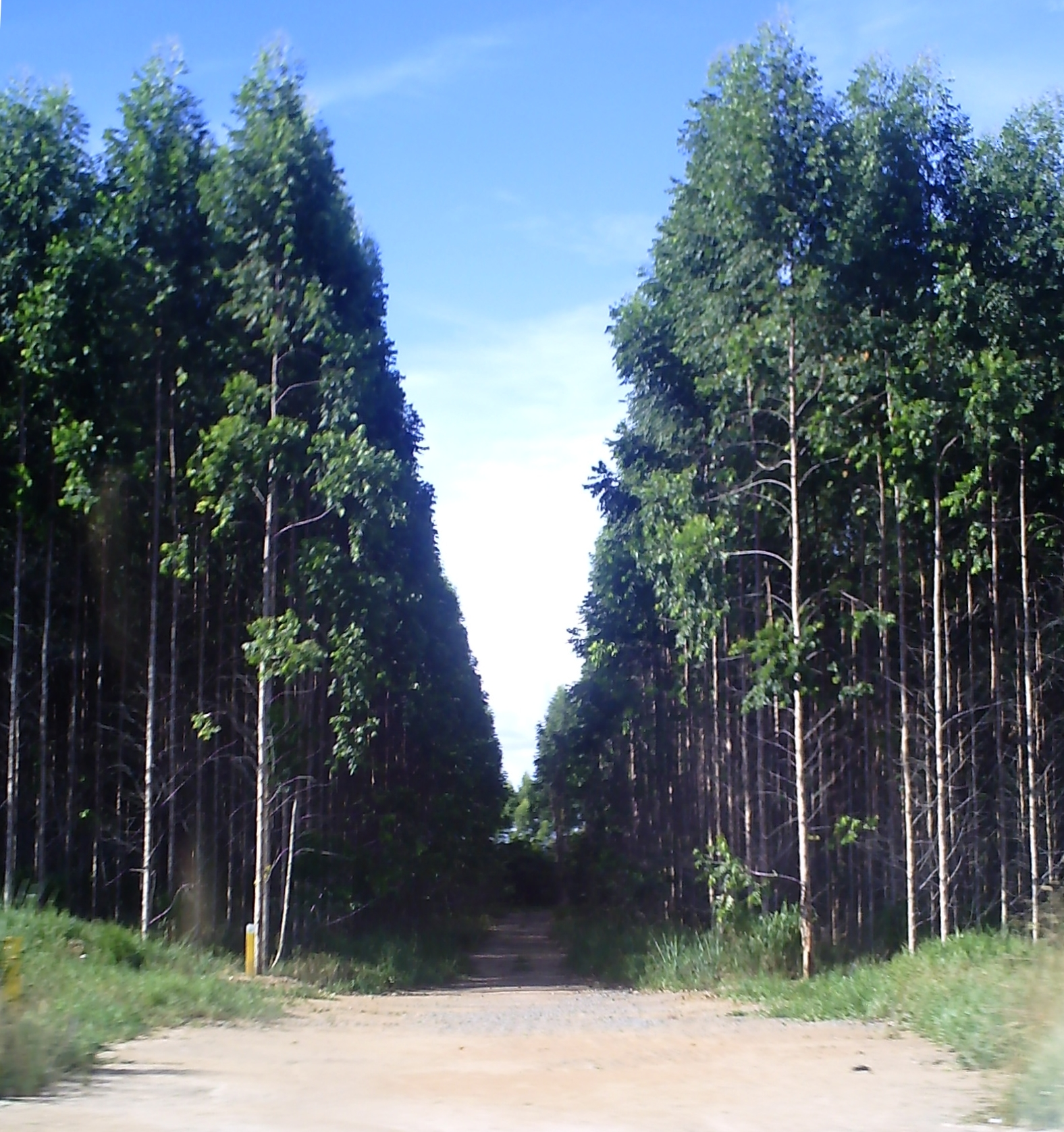
Eucaliptal da Aracruz Celulose na cidade de Aracruz, Espírito Santo

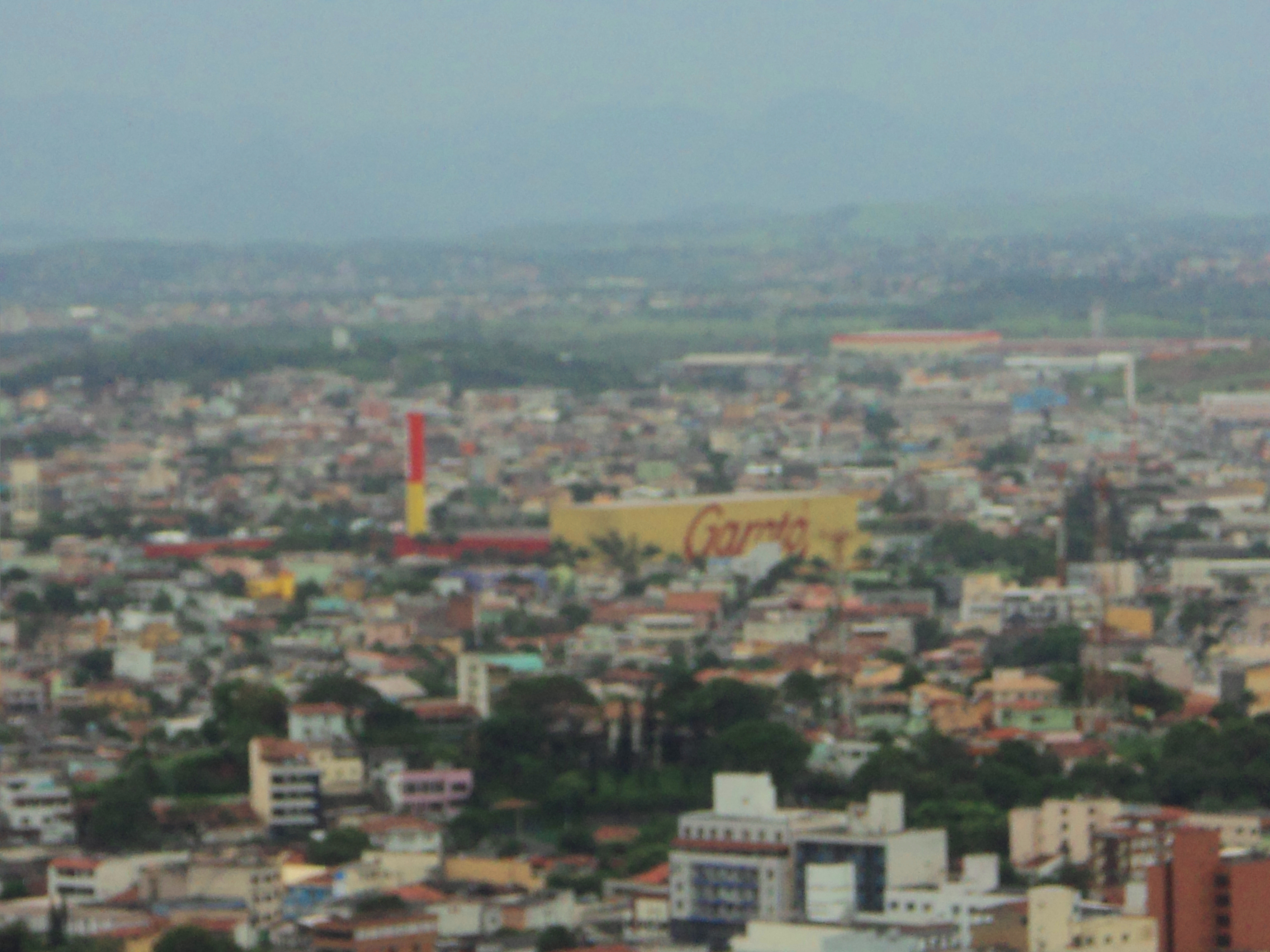
Chocolates Garoto em Vila Velha, ES

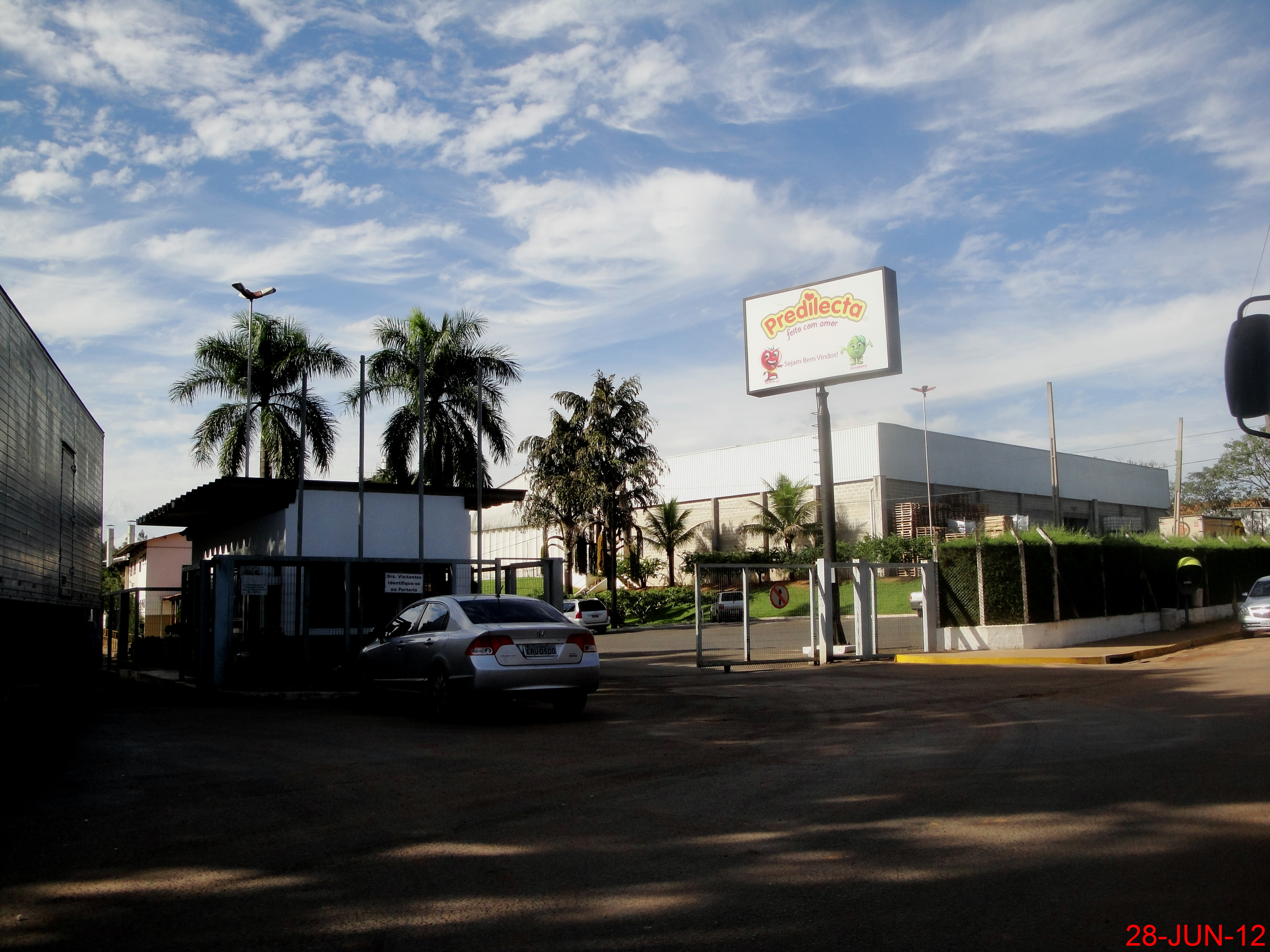
Fábrica da Predilecta em Matão, SP

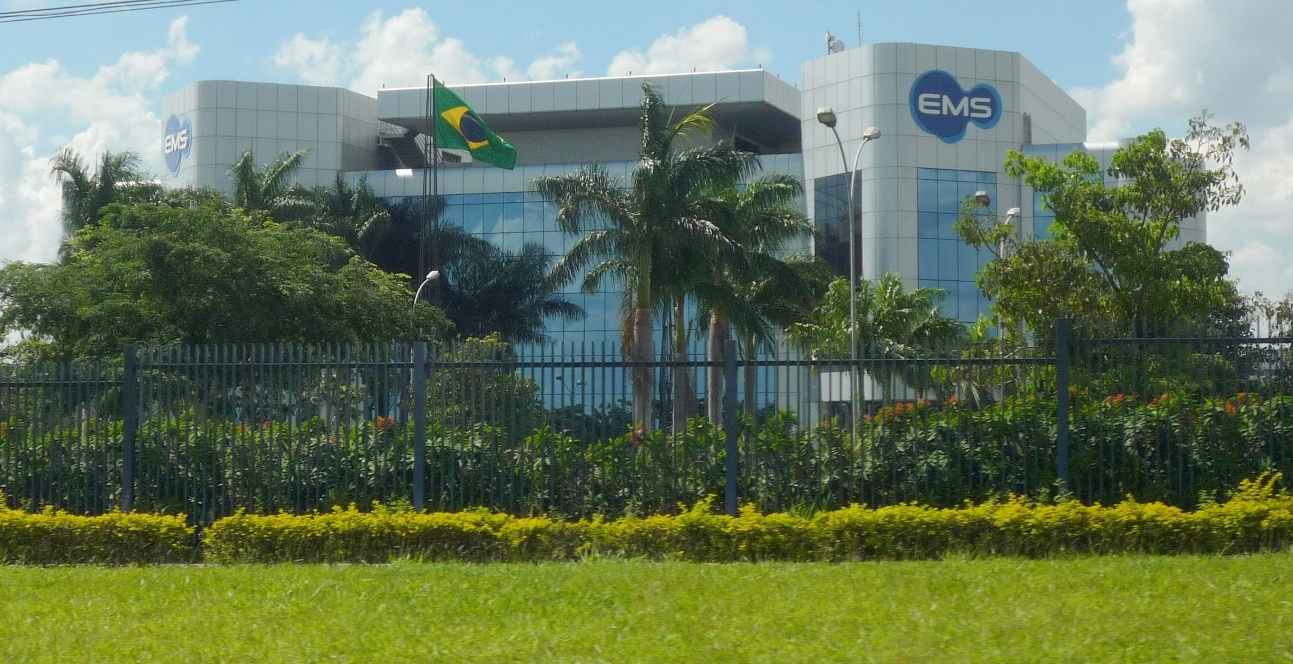
Sede da EMS em Hortolândia, SP

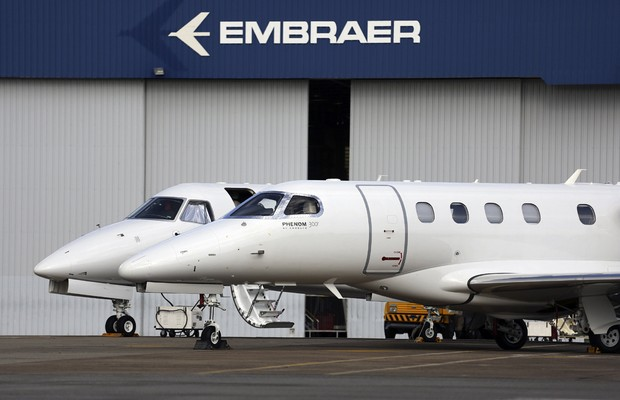
Sede da Embraer em São José dos Campos, São Paulo

Na região Sudeste, iniciou-se a industrialização do país, tornando-se a indústria de transformação a principal divisa(dinheiro)e trabalho nos seus estados. O estado de São Paulo tornou-se o maior parque industrial da América do Sul.
Por estar concentrada quase metade da população nacional, além de estar concentrado o maior e mais diversificado parque industrial do país e de concentrar um amplo sistema de transportes, a região necessita de bastante energia. A maior parte da energia consumida na região (assim como acontece no país) é produzida por usinas hidrelétricas, como Furnas, Ilha Solteira, Três Marias, Marimbondo, Jupiá e outras; aproveitando-se do relevo acidentado e da presença de rios caudalosos.
Uma parte pequena da energia produzida na região vem das usinas termonucleares Angra I e Angra II.
Em 2017, o Sudeste foi responsável por 58% do valor da transformação industrial do Brasil, seguido pelas regiões Sul (19,6%), Nordeste (9,9%), Norte (6,9%) e Centro-Oeste (5,6%). São Paulo concentra aproximadamente 34% da indústria nacional.  Alguns dos mais importantes ramos industriais da região são: automobilístico (com mais força em São Paulo, mas também com participações consideráveis no Rio de Janeiro e Minas Gerais); siderúrgica,  (Minas Gerais, Rio de Janeiro e Espírito Santo); máquinas e equipamentos (São Paulo); petroquímica (Rio de Janeiro, São Paulo e Minas Gerais); navais (Rio de Janeiro); petrolífera (Rio de Janeiro e Espirito Santo).
No Brasil, o setor automotivo representa cerca de 22% do PIB industrial. A Região do Grande ABC(SP) é o primeiro centro e maior pólo automobilístico do Brasil. Quando a fabricação do país estava praticamente restrita ao ABC, o Estado respondia por 74,8% da produção brasileira em 1990. Em 2017, esse índice diminuiu para 46,6%, e em 2019, para 40,1%, devido a um fenômeno de interiorização da produção de veículos no Brasil, impulsionado por fatores como os sindicatos, que oneraram excessivamente a folha de pagamentos e os encargos trabalhistas, desencorajaram investimentos e favoreceram a busca por novas cidades. O próprio desenvolvimento das cidades do ABC ajudou a frear a atratividade, pelo aumentos de custos imobiliários, e maior adensamento de áreas residenciais. O Sul Fluminense (RJ) já foi o segundo maior pólo em 2017, mas em 2019 caiu para em 4º lugar, atrás do Paraná (15%) e de Minas Gerais (10,7%). No Sudeste existem fábricas da GM, Volkswagen, Fiat, Ford, Honda, Toyota, Mitsubishi, Nissan, Hyundai, Mercedes-Benz, Land Rover, Citroen/Peugeot, Scania e Iveco.
Na produção de tratores, em 2017, os principais fabricantes do Brasil eram John Deere, New Holland, Massey Ferguson, Valtra, Case IH e a brasileira Agrale. Todos tem fábricas na região Sudeste, basicamente em São Paulo. 
A indústria extrativa mineral representa 15% do PIB do Rio de Janeiro. No estado, este setor corresponde em sua quase totalidade a atividade de exploração e produção de petróleo e gás, o que reflete sua importância para a economia fluminense. Já a indústria de transformação representa 6% do PIB do Estado. Em 2019, o Rio de Janeiro foi o maior produtor de petróleo e gás natural do Brasil, com 71% do volume total produzido. Em 2º lugar vem São Paulo, com uma participação de 11,5% na produção total. O Espírito Santo foi o terceiro maior estado produtor, com 9,4%.  Em 2016, as substâncias da classe dos metálicos responderam por cerca de 77% do valor total da produção mineral comercializada brasileira. Dentre essas substâncias, oito corresponderem a 98,6% do valor: alumínio, cobre, estanho, ferro, manganês, nióbio, níquel e ouro. Destaque para a expressiva participação do ferro nesse montante, cuja produção é concentrada, principalmente, nos estados de Minas Gerais e Pará.  Segundo o Departamento Nacional de Produção Mineral (DNPM), em 2011 existiam 8.870 empresas mineradoras no país, e, na região Sudeste, este número alcançava 3.609, cerca de 40% do total. Na  região Sudeste sobressaem os minérios de ferro, ouro, manganês e bauxita, no Quadrilátero Ferrífero; nióbio e fosfato em  Araxá; gemas, em Governador  Valadares; e grafita, em Salto da Divisa, todos no estado de Minas Gerais; além de agregados, em São Paulo e Rio de Janeiro, e rochas ornamentais, no Espírito Santo.  o faturamento do setor de mineração no Brasil foi de R$ 153,4 bilhões em 2019. As exportações foram de US$ 32,5 bilhões. A produção de minério de ferro do país foi de 410 milhões de toneladas em 2019. O Brasil é o segundo maior exportador global de minério de ferro e tem a segunda posição no ranking de reservas: debaixo do solo brasileiro há pelo menos 29 bilhões de toneladas. As maiores reservas atualmente estão nos estados de Minas Gerais e do Pará. Segundo dados de 2013, Minas Gerais é o maior estado minerador brasileiro. Com atividade de mineração em mais de 250 municípios, e mais de 300 minas em operação, o estado possui 40 das 100 maiores minas do Brasil.  Além disso, dos 10 maiores municípios mineradores, sete estão em Minas, sendo Itabira o maior do país. É responsável, ainda, por,  aproximadamente, 53% da produção brasileira de minerais metálicos e 29% do total de minerais, além de extrair mais de 160 milhões de toneladas/ano de minério de ferro. A Vale S.A. é a principal empresa atuante na produção do minério de ferro no estado. O estado é o maior empregador da atividade mineral (53.791 trabalhadores em 2011). São Paulo, o segundo maior empregador, tinha 19 mil empregados no setor neste ano.
Na siderurgia, a produção brasileira de aço bruto foi de 32,2 milhões de toneladas em 2019. Minas Gerais respondeu por 32,3% do volume produzido no período, com 10,408 milhões de toneladas. Os outros maiores polos siderúrgicos do Brasil em 2019 foram: Rio de Janeiro (8,531 milhões de toneladas), Espírito Santo (6,478 milhões de toneladas) e São Paulo (2,272 milhões de toneladas). A produção nacional de laminados foi de 22,2 milhões de toneladas, e a de semiacabados para vendas totalizou 8,8 milhões de toneladas. As exportações atingiram 12,8 milhões de toneladas, ou US$ 7,3 bilhões.  Entre as maiores empresas siderúrgicas do Sudeste estão Gerdau, CSN, CSA, Usiminas e Acesita.
O setor naval do Rio de Janeiro é um dos mais importantes do país, mas já teve duas grandes crises históricas: uma nos anos 1980, quando foi à bancarrota, e outra que se iniciou em 2014, ambas devido à conjuntura econômica do país: entre 2014 e 2016, a indústria naval brasileira perdeu 49% de seu pessoal ocupado. A queda de cerca de 30 mil vagas foi concentrada no estado fluminense, que fechou em torno de 23 mil postos de trabalho no mesmo período. De 31,2 mil ocupados em 2014, o número caiu para apenas 8 mil em 2016. O valor real bruto da produção industrial também caiu 71%, de R$ 6,8 bilhões, em 2014, para R$ 1,97 bilhões em 2016.  Porém, no final de 2019, a volta do pré-sal começou a re-impulsionar o setor naval: atividades de manutenção e reparo apontavam aumento de demanda para os próximos anos. 
No setor de papel e celulose, o Espírito Santo se destaca, sendo o segundo maior produtor de celulose do mundo. Em 2018, foram U$ 920 milhões negociados na venda de celulose para o mercado externo, o 3º produto capixaba mais forte na balança de exportação.  Em 2016, os cinco principais estados produtores de madeira em tora para papel e celulose (principalmente eucalipto) foram: Paraná (15,9 milhões de m³), São Paulo (14,7 milhões de m³), Bahia (13,6 milhões de m³), Mato Grosso do Sul (9,9 milhões de m³) e Minas Gerais (7,8 milhões de m³). Juntos, eles correspondem a 72,7% da produção nacional de 85,1 milhões de m³. O Espírito Santo, 9º colocado, teve uma produção de 4,1 milhões de m³. São Mateus, no Norte do Espírito Santo, foi a cidade mais bem colocada do Sudeste, como o 6º maior município produtor de madeira em tora para papel e celulose no país. 
O Brasil tinha em 2011 a 6º maior indústria química do mundo, com um faturamento líquido de US$ 157 bilhões, ou 3,1% do faturamento mundial. Nesta época, havia 973 fábricas de produtos químicos de uso industrial.  Elas estão concentradas na Região Sudeste, principalmente em São Paulo. A indústria química contribuiu com 2,7% para o PIB brasileiro em 2012 e se estabeleceu como o quarto maior setor da indústria de transformação. Apesar de registrar um dos maiores faturamentos do setor no mundo, a indústria química brasileira, em idos de 2012 e 2013, assistiu a uma forte transferência da produção para o exterior, com queda da produção industrial nacional e avanço dos importados. Um terço do consumo no país era atendido por importações. 448 produtos deixaram de ser fabricados no Brasil entre 1990 e 2012. Isso resultou na paralisação de 1.710 linhas de produção. Em 1990, a participação dos produtos importados no consumo brasileiro era somente de 7%, em 2012 era de 30%. As principais empresas do setor no Brasil são: Braskem, BASF, Bayer, entre outras. Em 2018, o setor químico brasileiro era o oitavo maior do mundo, respondendo por 10% do PIB industrial nacional e 2,5% do PIB total. Em 2020, as importações passar a ocupar 43% da demanda interna por químicos. Desde 2008, o uso médio da capacidade da indústria química brasileira tem se situado em um patamar considerado baixo, variando entre 70 e 83%. 
Na Indústria alimentar, Em 2019, o Brasil era o 2º maior exportador de alimentos industrializados do mundo, com um valor de U$ 34,1 bilhões em exportações.  O faturamento da indústria brasileira de alimentos e bebidas em 2019 foi de R$ 699,9 bilhões, 9,7% do Produto Interno Bruto do país.  Em 2015, o setor industrial de alimentos e bebidas no Brasil compreendia 34.800 empresas (sem contar as padarias), a grande maioria de pequeno porte. Estas empresas empregavam mais de 1.600.000 trabalhadores, tornando a indústria de alimentos e bebidas na maior empregadora da indústria de transformação. Existem por volta de 570 empresas de grande porte no Brasil, as quais concentram boa parte do faturamento total da indústria. As 50 maiores são: JBS, AMBEV, Bunge, BRF, Cargill, Marfrig, LDC do Brasil, Amaggi, Minerva Foods, Coca Cola Femsa, Aurora, Vigor, M.Dias Branco, Camil Alimentos, Solar.Br, Granol, Caramuru Alimentos, Bianchini, Copacol, Citrosuco, Três Corações Alimentos S.A., Itambé, Ajinomoto, Algar Agro, Piracanjuba, Vonpar, Agrex, Frimesa, GTFoods Group, Grupo Simões, Elebat Alimentos, Garoto, Pif Paf Alimentos, J. Macêdo, Frigol, Josapar, Olfar Alimento e Energia, Embaré, Alibem, Dalia Alimentos, Asa Participações, Cacique, Frisa, Arroz Brejeiro, Gomes da Costa, Pamplona, Moinhos Cruzeiro do Sul, Better Beef, SSA Alimentos e Correcta A maioria delas tem sede ou atua no Sudeste Brasileiro. As multinacionais Coca Cola e Nestlé tem fábricas nos 4 estados do Sudeste. A AMBEV só não tem fábrica no Espírito Santo. São Paulo criou empresas como: Yoki, Vigor, Minerva Foods, Bauducco , Santa Helena , Marilan , Ceratti , Fugini , Chocolates Pan, Embaré  entre outras. Além de possuir unidades de multinacionais como Pepsico , Cargill , Mars e ter unidades fabris de empresas brasileiras como a J. Macêdo.  O Rio de Janeiro criou empresas como: Piraquê , Granfino , Rica Alimentos , Massas Cadore , CCPL, entre outras.  Minas Gerais sedia empresas alimentícias como a Itambé e a Pif Paf Alimentos, e o Espírito Santo sedia a famosa Chocolates Garoto.
Entre outras multinacionais famosas, a Procter & Gamble tem fábricas em São Paulo e Rio de Janeiro. A Unilever tem fábricas em São Paulo e Minas Gerais. 
Na Indústria farmacêutica, a maioria das empresas do Brasil estiveram por bastante tempo sediadas no Rio de Janeiro e em São Paulo. Em 2019, a situação era a de que, por conta das vantagens tributárias oferecidas em estados como Pernambuco, Goiás e Minas Gerais, as empresas estvam saindo de RJ e SP, e indo para estes estados. À época, as mais de 110 empresas associadas ao Sinfar-RJ caíram para apenas 49. O Rio de Janeiro, neste momento, representava o estado mais caro para a produção farmacêutica, com o seu ICMS a 20%. Mesmo asism, em 2019, o parque industrial carioca tinha faturamento de quase R$ 8 bilhões e uma participação de 11% no mercado farmacêutico brasileiro. No bairro de Jacarepaguá, existem várias indústrias farmacêuticas implantadas, como as da GSK, Roche, Merck, Servier e Abbott.  O Brasil foi considerado, em 2017, o sexto maior mercado farmacêutico do mundo.  A comercialização de medicamentos em farmácias atingiu cerca R$ 57 bilhões (US$ 17,79 bilhões) no país. O mercado farmacêutico no Brasil contava com 241 laboratórios regularizados e autorizados para a venda de medicamentos. Desses, a maioria (60%) tem o capital de origem nacional. As empresas multinacionais detinham cerca de 52,44% do mercado, com 34,75% em embalagens comercializadas. Os laboratórios brasileiros representam 47,56% do mercado em faturamento e 65,25% em caixas vendidas. Na distribuição da venda de medicamentos por estado, São Paulo ocupava a primeira posição: a indústria de medicamentos paulista obteve um faturamento de R$ 53,3 bilhões, 76,8% do total de vendas em todo o território nacional. Logo atrás vinha o Rio de Janeiro, que faturou cerca R$ 7,8 bilhões. As exportações da indústria farmacêutica alcançaram US$ 1,247 bilhão em 2017.  As empresas que mais faturaram com a venda de remédios no país em 2015 foram EMS, Hypermarcas (NeoQuímica), Sanofi (Medley), Novartis, Aché, Eurofarma, Takeda, Bayer, Pfizer e GSK. 
Outra indústria importante, sediada no Rio de Janeiro, é a White Martins, que lida com fabricação de gases industriais e medicinais, como cilindros de oxigênio. É fornecedora de todos os polos petroquímicos brasileiros e uma das maiores fornecedoras da indústria siderúrgica. A empresa tem também forte presença no setor metal-mecânico, de alimentos, bebidas, meio ambiente e no segmento de clientes de pequeno consumo, no setor médico-hospitalar e na área de gás natural.
No setor coureiro-calçadista (Indústria do calçado), em 2019 o Brasil produziu 972 milhões de pares. As exportações foram na casa de 10%, alcançando quase 125 milhões de pares. O Brasil está na 4º posição entre os produtores mundiais, atrás de China, Índia e Vietnã, e em 11º lugar entre os maiores exportadores. Dos pares produzidos, 49% eram de plástico ou borracha, 28,8% eram de laminado sintético e apenas 17,7% eram de couro.  O maior polo do Brasil fica no Rio Grande do Sul (região do Vale dos Sinos, ao redor de Novo Hamburgo), mas São Paulo tem polos calçadistas importantes, como o da cidade de Franca, especializado em calçados masculinos, na cidade de Jaú, especializado em calçados femininos e na cidade de Birigui, especializado em calçados infantis. Jaú, Franca e Birigui representam 92% da produção de calçados no Estado de São Paulo. Birigui tem 350 empresas, que geram cerca de 13 mil empregos, produzindo 45,9 milhões de pares por ano. 52% dos calçados infantis do país são produzidos nesta cidade. De Birigui vieram a maioria das fábricas mais famosas de calçados infantis do país, como: Klin, Pampili e Pé com Pé. Jaú tem 150 fábricas que produzem cerca de 130 mil pares de calçados femininos por dia. Já o setor calçadista de Franca tem cerca de 550 empresas e emprega cerca de 20 mil funcionários. De São Paulo vieram a maioria das fábricas mais famosas de calçados masculinos do país, como: Vulcabrás, Alpargatas , Rainha, Rafarillo , Democrata , Ferracini , West Coast, Sândalo, entre outras. Minas Gerais tem um polo especializado em tênis e calçados baratos em Nova Serrana. A cidade tem cerca de 830 indústrias, que, em 2017, produziram cerca de 110 milhões de pares. Porém, de modo geral, a indústra brasileira vem sofrendo para concorrer com o calçado chinês, que é imbatível no preço devido à diferença na cobrança de impostos de um país para o outro, fora a inexistência dos pesados tributos trabalhistas brasileiros na China, e o empresário brasileiro vem tendo que de investir em produtos de valor agregado, aliando qualidade e design, para conseguir sobreviver. 
Na Indústria têxtil, o Brasil, apesar de estar entre os 5 maiores produtores do mundo em 2013, e ser representativo no consumo de têxteis e confecções, tem inserção no comércio global muito reduzida. As importações brasileiras figuraram, em 2015, como a 25ª maior no ranking (US$ 5,5 bilhões). E nas exportações, tinha somente a 40ª posição no ranking mundial. A participação do Brasil no comércio mundial de têxteis e confecções é somente de 0,3%, devido à dificuldade de competir em preço com os produtores da Índia e principalmente da China. O valor bruto da produção, que inclui o consumo de bens e serviços intermediários, da indústria têxtil brasileira correspondeu a quase R$ 40 bilhões em 2015, 1,6% do valor bruto da Produção Industrial do Brasil. O Sudeste tem 48,29% da produção, o Sul tem 32,65% e o Nordeste, 16,2%. Centro-Oeste (2,5%) e Norte (0,4%) são pouco representativos nessa atividade. São Paulo (37,4%) é o maior produtor. Minas Gerais tem 8,51% (3a maior produção do país, atrás de Santa Catarina). São 260 mil pessoas empregadas nesta atividade no país, 128 mil no Sudeste. Dentre os principais aglomerados têxteis do Brasil, destacam-se o Vale do Itajaí (SC), a Região Metropolitana de São Paulo (SP) e Campinas (SP). Juntas, essas três mesorregiões são responsáveis por 36% dos empregos formais dessa indústria. Haviam 2.983 empresas têxteis no Brasil em 2015. 
Na Indústria eletroeletrônica, o faturamento das indústrias do Brasil atingiu R$ 153,0 bilhões no ano de 2019, cerca de 3% do PIB nacional. O número de empregados no setor era de 234,5 mil pessoas. As exportações foram de US$ 5,6 bilhões, e as importações do país foram de US$ 32,0 bilhões. As importações concentram-se em componentes como processadores, microcontroladores, memórias, discos magnéticos sub montados, lasers, LED e LCD. Já cabos para telecomunicação e distribuição de energia elétrica, fios, fibras ópticas e conectores são fabricados no país. Os faturamentos das áreas de Automação Industrial e de Equipamentos industriais apresentaram acréscimos de 2,7% e 0,7%, respectivamente. O segmento de Geração, Transmissão e Distribuição de Energia Elétrica (GTD) teve queda real de 12%. Na área de Telecomunicações, o faturamento do segmento de infraestrutura cresceu 2%, enquanto que a área de telefones celulares ficou estável. O mercado de telefones celulares vendeu 48,6 milhões de unidades, com aumento de 3% na comparação com 2018. Deste total, os smartphones atingiram 45,4 milhões de unidades com incremento de 2% em relação a 2018, enquanto que os telefones celulares tradicionais somaram 3,2 milhões de unidades. No caso de bens de Informática, ficou estável. O total de PCs, notebooks, desktops e tablets comercializados no Brasil atingiram 9,2 milhões de unidades em 2019, com queda em relação ao ano anterior. Nos casos de Utilidades Domésticas e Material Elétrico de Instalação foram observados acréscimos reais de 5,5% e 10,3%. A área de Componentes Elétricos e Eletrônicos teve queda de 6%. O Brasil possui dois grandes polos de produção de eletroeletrônicos, localizados na Região Metropolitana de Campinas, no Estado de São Paulo, e na Zona Franca de Manaus, no Estado do Amazonas. Ali se concentram grandes empresas de tecnologia de renome internacional, e também parte das indústrias que participam de sua cadeia de suprimentos. O país possui ainda outros polos menores, como os municípios de São José dos Campos e São Carlos, no Estado de São Paulo; o município de Santa Rita do Sapucaí, no Estado de Minas Gerais; Recife, capital de Pernambuco; e Curitiba, capital do Paraná. Em Campinas há unidades industriais de grupos como General Electric, Samsung, HP e Foxconn, fabricante de produtos da Apple e Dell. São José dos Campos, é voltada à indústria de aviação. É ali que se encontra a sede da Embraer, companhia brasileira que é a terceira maior fabricante de aviões do mundo, depois da Boeing e da Airbus. Em Santa Rita do Sapucaí, 8 mil empregos estão vinculados ao setor, com mais de 120 empresas. A maioria produz equipamentos para o ramo das telecomunicações, como conversores (set-top Box), incluindo os utilizados na transmissão do sistema de TV digital.  Na produção de celulares e outros eletrônicos, a Samsung produz em Campinas-SP; a Multilaser produz em Extrema-MG; a LG produz em Taubaté-SP ; a Flextronics, que produz os celulares da Motorola, produz em Jaguariúna-SP; e a Semp-TCL produz em Cajamar-SP. 
Na indústria de eletrodomésticos, as vendas de equipamentos da chamada "linha branca" foram de 12,9 milhões de unidades em 2017. O setor teve seu pico de vendas em 2012, com 18,9 milhões de aparelhos. As marcas que mais venderam foram Brastemp, Electrolux, Consul e Philips. A Brastemp é originária de São Bernardo do Campo-SP.  São Paulo também foi o local de fundação da Metalfrio.
No setor de eletroportáteis, a brasileira Arno esteve 70 anos em São Paulo, e hoje sua fábrica se localiza em Itatiaia, RJ.

#### Energia

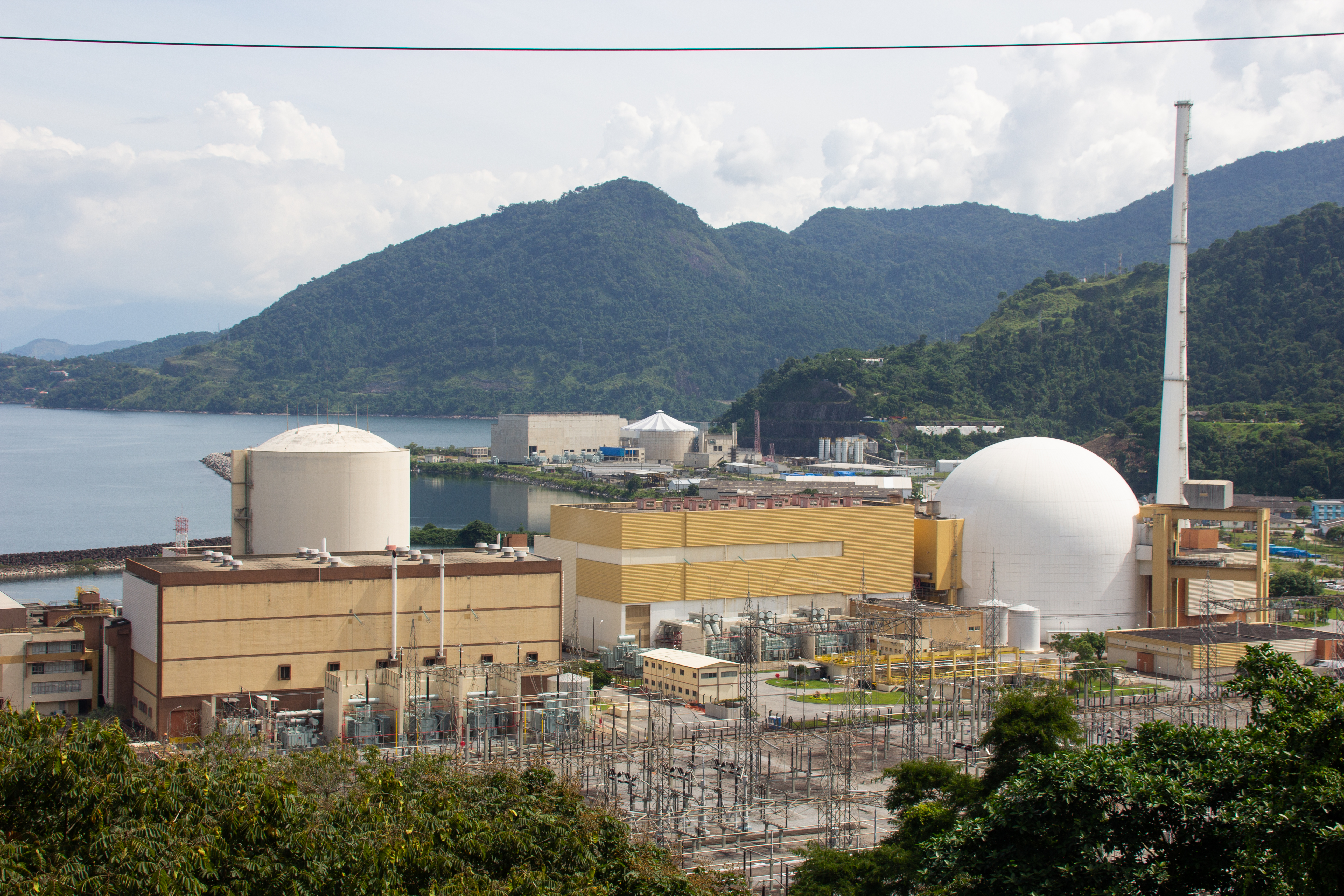
Vista geral da Central Nuclear Almirante Álvaro Alberto, com Angra 1 à esquerda, Angra 2 à direita e Angra 3 ao fundo.

Em Angra dos Reis, no estado do Rio de Janeiro, está a Central Nuclear Almirante Álvaro Alberto, complexo formado pelo conjunto das usinas nucleares Angra 1, Angra 2 e Angra 3 (em construção), de propriedade da Eletronuclear, subsidiária da Eletrobras. O complexo produz três por cento do consumo de energia elétrica do Sistema Interligado Nacional. A potência total das usinas é de 2007 MW, dos quais 657MW em Angra 1 e 1350MW em Angra 2. Adicionalmente, está em construção a usina nuclear Angra 3, que terá capacidade de 1405MW.
Na geração total de energia elétrica, em 2019 o Brasil alcançou 170 mil megawatts de capacidade instalada, sendo mais de 75% a partir de fontes renováveis (a maioria, usinas hidrelétricas). O Sudeste tem dezenas de hidrelétricas, que totalizam uma produção de cerca de 25 mil MW (há uma capacidade instalada de 30 mil MW).  Já nas usinas termelétricas, em 2016, o Rio de Janeiro tinha funcionando, com potência igual ou superior a 100 MW, 8 usinas, em um total de 5.390MW sendo gerados; São Paulo tinha, na mesma condição, 6 usinas gerando 1.409MW.
Em 2013, o Sudeste respondia por cerca de 50% da carga do Sistema Integrado Nacional (SIN), sendo a principal região consumidora de energia do país. A capacidade instalada de geração de energia elétrica da região totalizava quase 42.500 MW, o que representava cerca de um terço  da capacidade de geração do Brasil. A geração hidrelétrica representava 58% da capacidade instalada na região, sendo os 42% restantes basicamente correspondentes à geração termelétrica. São Paulo respondia por 40% dessa capacidade; Minas Gerais por cerca de 25%; o Rio de Janeiro por 13,3%; e o Espírito Santo pelo restante. Dentre as fontes renováveis para a geração termelétrica, destaca-se a biomassa da cana-de-açúcar, com mais de 6.300 MW de capacidade, distribuídos em mais 230 usinas. Dentre as fontes não renováveis, destacam-se o gás natural, com quase 6.300 MW, a geração termonuclear, com 2 mil MW, e os derivados de petróleo, com 1.100 MW. 

#### Usinas hidrelétricas integradas ao SIN
| # | Usina hidrelétrica                        | Rio                | Bacia             | Sub-bacia      | Estado | Potência instalada | Início de operação | Proprietário ou acionistas          | Observação                            |
| - | ----------------------------------------- | ------------------ | ----------------- | -------------- | ------ | ------------------ | ------------------ | ----------------------------------- | ------------------------------------- |
|   | Ilha Solteira                             | Rio Paraná         | Paraná            | Paraná         | SP MS  | 3444 MW            | 1973               | CTG Brasil                          | ex-CESP                               |
|   | Itumbiara                                 | Rio Paranaíba      | Paraná            | Paranaíba      | MG GO  | 2082 MW            | 1980               | Furnas                              |                                       |
|   | São Simão                                 | Rio Paranaíba      | Paraná            | Paranaíba      | MG GO  | 1710 MW            | 1978               | SPIC Brasil                         |                                       |
|   | Jupiá (Eng. Souza Dias)                   | Rio Paraná         | Paraná            | Paraná         | SP MS  | 1551,2 MW          | 1969               | CTG Brasil                          | ex-CESP                               |
|   | Porto Primavera (Eng. Sérgio Motta)       | Rio Paraná         | Paraná            | Paraná         | SP MS  | 1540 MW            | 1999               | CESP                                |                                       |
|   | Marimbondo                                | Rio Grande         | Paraná            | Grande         | MG SP  | 1440 MW            | 1975               | Furnas                              |                                       |
|   | Água Vermelha (José Ermirio de Moraes)    | Rio Grande         | Paraná            | Grande         | SP MG  | 1396,2 MW          | 1978               | AES Tietê                           | ex-CESP                               |
|   | Furnas                                    | Rio Grande         | Paraná            | Grande         | MG     | 1216 MW            | 1963               | Furnas                              |                                       |
|   | Emborcação                                | Rio Paranaíba      | Paraná            | Paranaíba      | MG GO  | 1192 MW            | 1982               | CEMIG                               |                                       |
|   | Estreito (Luís Carlos Barreto)            | Rio Grande         | Paraná            | Grande         | MG SP  | 1050 MW            | 1969               | Furnas                              |                                       |
|   | Henry Borden                              | Rio Cubatão        | Atlântico-Sudeste | Cubatão        | SP     | 889 MW             | 1926               | EMAE                                |                                       |
|   | Três Irmãos                               | Rio Tietê          | Paraná            | Tietê          | SP     | 807,5 MW           | 1993               | Furnas                              | Operada por consórcio; ex-CESP        |
|   | Cachoeira Dourada                         | Rio Paranaíba      | Paraná            | Paranaíba      | GO MG  | 658 MW             | 1959               | Enel Brasil                         |                                       |
|   | Capivara (Escola de Engenharia Mackenzie) | Rio Paranapanema   | Paraná            | Paranapanema   | SP PR  | 619 MW             | 1977               | CTG Brasil                          | ex-CESP; ex-Duke Energy               |
|   | Taquaruçu (Escola Politécnica)            | Rio Paranapanema   | Paraná            | Paranapanema   | SP PR  | 525 MW             | 1992               | CTG Brasil                          | ex-CESP; ex-Duke Energy               |
|   | Nova Ponte                                | Rio Araguari       | Paraná            | Paranaíba      | MG     | 510 MW             | 1994               | CEMIG                               |                                       |
|   | Mascarenhas de Moraes (ex-Peixoto)        | Rio Grande         | Paraná            | Grande         | MG     | 476 MW             | 1956               | Furnas                              | ex-CPFL                               |
|   | Jaguara                                   | Rio Grande         | Paraná            | Grande         | MG SP  | 424 MW             | 1971               | Engie Brasil                        | ex-CEMIG                              |
|   | Chavantes                                 | Rio Paranapanema   | Paraná            | Paranapanema   | SP PR  | 414 MW             | 1970               | CTG Brasil                          | ex-CESP; ex-Duke Energy               |
|   | Miranda                                   | Rio Araguari       | Paraná            | Paranaíba      | MG     | 408 MW             | 1998               | Engie Brasil                        | ex-CEMIG                              |
|   | Irapé (Pres. Juscelino Kubitschek)        | Rio Jequitinhonha  | Atlântico-Leste   | Jequitinhonha  | MG     | 399 MW             | 2006               | CEMIG                               |                                       |
|   | Três Marias                               | Rio São Francisco  | São Francisco     | São Francisco  | MG     | 396 MW             | 1962               | CEMIG                               |                                       |
|   | Nilo Peçanha                              | Ribeirão das Lajes | Atlântico-Sudeste | Lajes          | RJ     | 380,03 MW          | 1953               | Light                               |                                       |
|   | Volta Grande                              | Rio Grande         | Paraná            | Grande         | MG SP  | 380 MW             | 1974               | CEMIG                               |                                       |
|   | Rosana                                    | Rio Paranapanema   | Paraná            | Paranapanema   | SP PR  | 354 MW             | 1987               | CTG Brasil                          | ex-CESP; ex-Duke Energy               |
|   | Nova Avanhandava                          | Rio Tietê          | Paraná            | Tietê          | SP     | 347,4 MW           | 1982               | AES Tietê                           | ex-CESP                               |
|   | Aimorés (Eliezer Batista)                 | Rio Doce           | Atlântico-Sudeste | Doce           | MG ES  | 330 MW             | 2005               | Aliança Energia                     | ex-CEMIG                              |
|   | Porto Colômbia                            | Rio Grande         | Paraná            | Grande         | MG SP  | 320 MW             | 1973               | Furnas                              |                                       |
|   | Simplício                                 | Rio Paraíba do Sul | Atlântico-Sudeste | Paraíba do Sul | RJ MG  | 305,7              | 2013               | Furnas                              |                                       |
|   | Promissão (Mário Lopes Leão)              | Rio Tietê          | Paraná            | Tietê          | SP     | 264 MW             | 1975               | AES Tietê                           | ex-CESP                               |
|   | Capim Branco I (Amador Aguiar I)          | Rio Araguari       | Paraná            | Paranaíba      | MG     | 240 MW             | 2006               | Aliança Energia, Votorantim Energia | Operada por consórcio                 |
|   | Funil                                     | Rio Paraíba do Sul | Atlântico-Sudeste | Paraíba do Sul | RJ     | 216 MW             | 1970               | Furnas                              |                                       |
|   | Igarapava                                 | Rio Grande         | Paraná            | Grande         | MG SP  | 210 MW             | 1998               | Aliança Energia, Votorantim Energia | Operada por consórcio                 |
|   | Capim Branco II (Amador Aguiar II)        | Rio Araguari       | Paraná            | Paranaíba      | MG     | 210 MW             | 2007               | Aliança Energia, Votorantim Energia | Operada por consórcio                 |
|   | Mascarenhas                               | Rio Doce           | Atlântico-Sudeste | Doce           | ES     | 198 MW             | 1973               | EDP Brasil                          | ex-Escelsa                            |
|   | Ilha dos Pombos                           | Rio Paraíba do Sul | Atlântico-Sudeste | Paraíba do Sul | RJ     | 187,16 MW          | 1924               | Light                               |                                       |
|   | Funil                                     | Rio Grande         | Paraná            | Grande         | MG     | 180 MW             | 2002               | Aliança Energia                     | ex-CEMIG                              |
|   | Itaocara I                                | Rio Paraíba do Sul | Atlântico-Sudeste | Paraíba do Sul | RJ MG  | 150 MW             | (em construção)    | Light, CEMIG                        | Operada por consórcio                 |
|   | Bariri (Álvaro de Souza Lima)             | Rio Tietê          | Paraná            | Tietê          | SP     | 143,1 MW           | 1969               | AES Tietê                           | ex-CESP                               |
|   | Barra Bonita                              | Rio Tietê          | Paraná            | Tietê          | SP     | 140,76 MW          | 1963               | AES Tietê                           | ex-CESP                               |
|   | Guilman Amorim                            | Rio Piracicaba     | Atlântico-Sudeste | Doce           | MG     | 140 MW             | 1997               | ArcelorMittal, Samarco              |                                       |
|   | Candonga (Risoleta Neves)                 | Rio Doce           | Atlântico-Sudeste | Doce           | MG     | 140 MW             | 2004               | Aliança Energia, Vale S.A.          | ex-CEMIG                              |
|   | Baguari                                   | Rio Doce           | Atlântico-Sudeste | Doce           | MG     | 140 MW             | 2009               | Neoenergia, CEMIG, Furnas           | Operada por consórcio                 |
|   | Fontes Nova                               | Ribeirão das Lajes | Atlântico-Sudeste | Lajes          | RJ     | 131,98 MW          | 1940               | Light                               |                                       |
|   | Ibitinga                                  | Rio Tietê          | Paraná            | Tietê          | SP     | 131,49 MW          | 1969               | AES Tietê                           | ex-CESP                               |
|   | Porto Estrela                             | Rio Santo Antônio  | Atlântico-Sudeste | Doce           | MG     | 112 MW             | 2001               | Aliança Energia, Coteminas          |                                       |
|   | Euclides da Cunha                         | Rio Pardo          | Paraná            | Grande         | SP     | 108,8 MW           | 1960               | AES Tietê                           | ex-CESP                               |
|   | Queimado                                  | Rio Preto          | São Francisco     | São Francisco  | MG GO  | 105 MW             | 2004               | CEMIG, CEB                          |                                       |
|   | Salto Grande                              | Rio Santo Antônio  | Atlântico-Sudeste | Doce           | MG     | 102 MW             | 1956               | CEMIG                               |                                       |
|   | Jurumirim (Armando A. Laydner)            | Rio Paranapanema   | Paraná            | Paranapanema   | SP     | 100,96 MW          | 1962               | CTG Brasil                          | ex-CESP; ex-Duke Energy               |
|   | Pereira Passos                            | Ribeirão das Lajes | Atlântico-Sudeste | Lajes          | RJ     | 99,9 MW            | 1962               | Light                               |                                       |
|   | Paraibuna                                 | Rio Paraibuna      | Atlântico-Sudeste | Paraíba do Sul | SP     | 87,02 MW           | 1978               | CESP                                |                                       |
|   | Retiro Baixo                              | Rio Paraopeba      | São Francisco     | São Francisco  | MG     | 83,66 MW           | 2010               | Furnas                              | Operada por consórcio                 |
|   | Canoas I                                  | Rio Paranapanema   | Paraná            | Paranapanema   | SP PR  | 82,5 MW            | 1999               | Votorantim Energia, CTG Brasil      | Operada por consórcio; ex-Duke Energy |
|   | Caconde                                   | Rio Pardo          | Paraná            | Grande         | SP     | 80,4 MW            | 1966               | AES Tietê                           | ex-CESP                               |
|   | Sá Carvalho                               | Rio Piracicaba     | Atlântico-Sudeste | Doce           | MG     | 78 MW              | 1951               | CEMIG                               |                                       |
|   | Salto Grande (Lucas Nogueira Garcez)      | Rio Paranapanema   | Paraná            | Paranapanema   | SP PR  | 73,8 MW            | 1958               | CTG Brasil                          | ex-CESP; ex-Duke Energy               |
|   | Canoas II                                 | Rio Paranapanema   | Paraná            | Paranapanema   | SP PR  | 72 MW              | 1999               | Votorantim Energia, CTG Brasil      | Operada por consórcio; ex-Duke Energy |
|   | Piraju                                    | Rio Paranapanema   | Paraná            | Paranapanema   | SP     | 70 MW              | 2002               | Votorantim Energia                  |                                       |
|   | Sobragi                                   | Rio Paraibuna      | Atlântico-Sudeste | Paraíba do Sul | MG     | 60 MW              | 1998               | Votorantim Energia                  |                                       |
|   | Santa Clara                               | Rio Mucuri         | Atlântico-Leste   | Mucuri         | MG     | 60 MW              | 2002               | Queiroz Galvão Energia              |                                       |
|   | Santa Branca                              | Rio Paraíba do Sul | Atlântico-Sudeste | Paraíba do Sul | SP     | 56,1 MW            | 1999               | Light                               |                                       |
|   | Rosal                                     | Rio Itabapoana     | Atlântico-Sudeste | Itabapoana     | RJ ES  | 55 MW              | 2000               | CEMIG                               | Operada por consórcio                 |
|   | Itutinga                                  | Rio Grande         | Paraná            | Grande         | MG     | 52 MW              | 1955               | CEMIG                               |                                       |
|   | Picada                                    | Rio do Peixe       | Atlântico-Sudeste | Paraíba do Sul | MG     | 50 MW              | 2006               | Votorantim Energia                  | Operada por consórcio                 |
|   | Camargos                                  | Rio Grande         | Paraná            | Grande         | MG     | 46 MW              | 1960               | CEMIG                               |                                       |
|   | Ourinhos                                  | Rio Paranapanema   | Paraná            | Paranapanema   | SP PR  | 44 MW              | 2005               | Votorantim Energia                  |                                       |
|   | Limoeiro (Armando de Salles Oliveira)     | Rio Pardo          | Paraná            | Grande         | SP     | 32 MW              | 1958               | AES Tietê                           | ex-CESP                               |
|   | Jaguari                                   | Rio Jaguari        | Atlântico-Sudeste | Paraíba do Sul | SP     | 27,6 MW            | 1973               | CESP                                |                                       |

#### Construção civil
Na área da construção civil, o Sudeste representava 62% do total do país em 2012, com um valor total de R$ 208,6 bilhões. O Nordeste era a segunda região com maior peso na construção nacional, respondendo por 14,2% do valor total de incorporações, obras e serviços (R$ 47,8 bilhões). O Sul vinha logo depois, com 13,3% (R$ 44,6 bilhões). O total de trabalhadores na construção civil do sudeste em 2012 foi de 1,55 milhão de pessoas. O Nordeste tinha 545,3 mil, e o Sul 391,4 mil. O Sudeste também concentrava a maior parte das empresas ativas de construção, com 51,2 mil das 104,3 mil contabilizadas em todo o país. O Sul estava em segundo lugar, com 27,4 mil, seguido pelo Nordeste, com 13,9 mil.

### Setor terciário
A representatividade do setor terciário (comércio e serviços) foi de 75,8% do PIB do país em 2018, segundo o IBGE. O setor de serviços foi responsável por 60% do PIB, e o comércio foi responsável por 13%. Abrange uma vasta gama de atividades: comércio, alojamento e alimentação, transportes, comunicações, serviços financeiros, atividades imobiliárias e serviços prestados às empresas, administração pública (limpeza urbana, esgoto etc), e demais serviços como educação, saúde e serviços sociais, pesquisa e desenvolvimento, atividades esportivas etc, por ser constituído por atividades complementares aos outros setores.
As Microempresas e as empresas de pequeno porte representam 30% do PIB do país. No setor de comércio, por exemplo, respondem por 53% do PIB dentro das atividades do setor. 

#### Comércio
Em 2017, o pessoal ocupado em atividades comerciais no Brasil foi de 10,2 milhões de pessoas (74,3% no comércio varejista, 17,0% no comércio por atacado e 8,7% no comércio de veículos, peças e motocicletas). O número de empresas comerciais foi de 1,5 milhão, e a quantidade de lojas foi de 1,7 milhão. A atividade comercial no país gerou R$ 3,4 trilhões de receita operacional líquida (receita bruta menos as deduções, tais como cancelamentos, descontos e impostos) e R$ 583,7 bilhões de valor adicionado bruto. A margem do comércio (definida pela diferença entre a receita líquida de revenda e o custo de mercadorias vendidas) chegou a R$ 765,1 bilhões em 2017. Desse total, o varejo foi responsável por 56,4%, o atacado por 36,0% e o comércio de veículos, peças e motocicletas por 7,6%.  Já na receita operacional líquida de 2017, o varejo teve 45,5%, o atacado teve 44,6% e o setor de veículos automotores teve 9,9%. Entre os grupamentos de atividades comerciais, Hipermercados e Supermercados tinham 12,5%; o comércio atacadista de combustíveis e lubrificantes tinha 11,3%; o comércio varejista e atacadista de produtos alimentícios, bebidas e fumo tinha 4,8% e 8,4%, respectivamente; o comércio de veículos automotores, tinha 6,1%; ; o comércio atacadista de máquinas, aparelhos e equipamentos, inclusive TI e comunicação tinha 3,7%.
Em 2017, o Sudeste gerou 50,5% da receita bruta de revenda e deteve 49,2% das lojas do país, além de ter 51,2% do pessoal ocupado e gerou 55% dos salários, retiradas e outras remunerações.  Analisando por estado, na receita bruta, São Paulo tem 61,4% da receita da Região Sudeste, Minas Gerais 19,1%, Rio de Janeiro 14,6% e Espírito Santo 4,9%. 

#### Ciência
A região abriga os três maiores pólos de pesquisa e desenvolvimento do Brasil, representados pelas cidades de São Paulo, Rio de Janeiro e Campinas, as quais respondem, respectivamente, por 28%, 17% e 10% da produção científica nacional – segundo dados de 2005.

#### Transportes

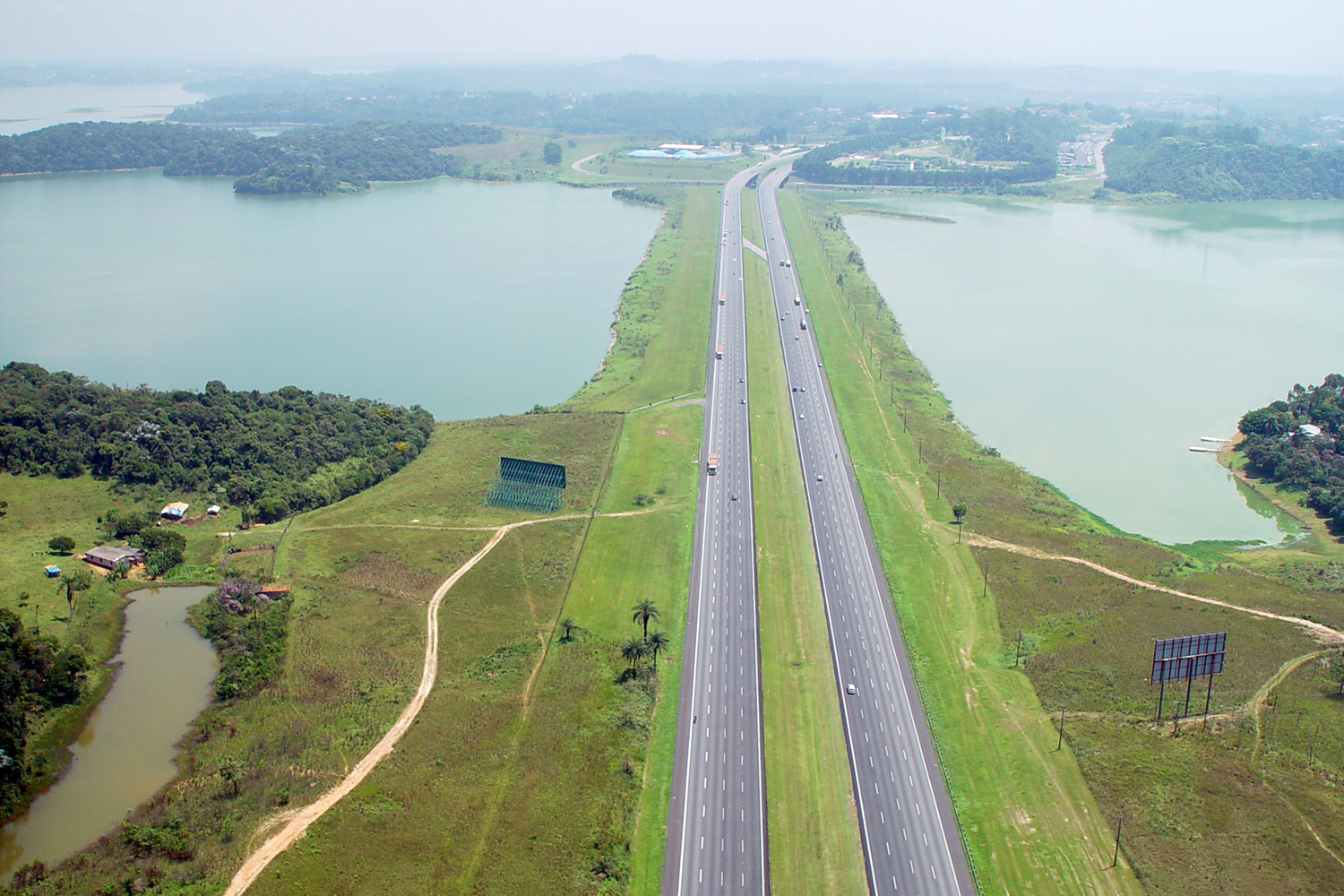
Rodovia dos Imigrantes cortando a represa Bill em São Paulo.

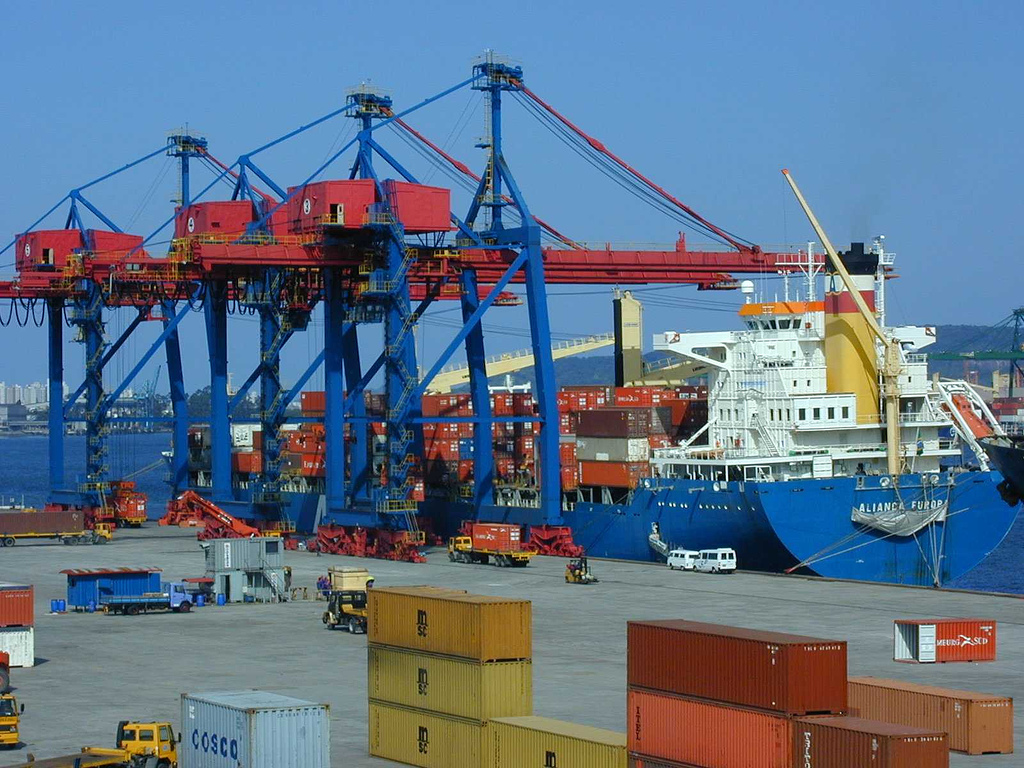
Porto de Santos, o maior do Brasil.

Por concentrar a metade da população brasileira e as cidades mais industrializadas e bem desenvolvidas do país, a região Sudeste é a que apresenta a mais alta taxa de urbanização e a melhor infraestrutura de transportes do Brasil.
Sua rede ferroviária, que se desenvolveu principalmente em função da expansão do café, representa praticamente a metade de todas as estradas de ferro do Brasil. O Sudeste conta ainda com cerca de 35% das rodovias, concentradas principalmente no estado de São Paulo e Minas Gerais. Algumas delas — Rodovia dos Imigrantes, Rodovia Castelo Branco e outras — são comparáveis às melhores e mais seguras das Américas.
Nos últimos anos, entretanto, o decréscimo dos investimentos governamentais não tem permitido a ampliação da rede rodoferroviária e tem prejudicado a manutenção da já existente. O Estado de São Paulo conseguiu resolver seus problemas estadualizando a maioria das rodovias federais em seu território, o que permitiu a SP chegar a uma quantidade de rodovias duplicadas de um país de Primeiro Mundo: mais de um terço das rodovias duplicadas do país estão em seu território. Já o Estado de Minas Gerais, hoje, é o que tem a pior estrutura rodoviária do Sudeste, com pouquíssimas rodovias duplicadas, má conservação de estradas, e municípios ainda sem ligação asfáltica com outras cidades.
O desenvolvimento industrial da região, associando a uma política francamente exportadora do governo federal, funcionou como alavanca da grande expansão portuária do Sudeste, onde Santos e Rio de Janeiro se projetam como os portos de maior movimento do país.
A região é bem servida também por modernos e bem equipados aeroportos internacionais como Guarulhos, Galeão, Confins, Santos Dummont, Congonhas, Pampulha e Viracopos e por diversos aeroportos que atendem ao intenso tráfego aéreo doméstico e local. Por outro lado, a navegação fluvial é muito pouco explorada, embora haja trechos navegáveis em rios como o Tietê e o Paraná, para os quais há projetos de criação de uma hidrovia.
Encontra-se também na região Sudeste, o único trem de passageiros que liga diariamente duas capitais do Brasil, pela Estrada de Ferro Vitória a Minas, ligando Vitória a Belo Horizonte.

#### Turismo
Uma outra atividade econômica importante na região é o turismo. É nessa região que se localizam vários dos pontos turísticos mais visitados do país. O Rio de Janeiro é mundialmente conhecido por suas belas praias e pelo carnaval, além de ser um grande centro cultural. São Paulo, conhecida internacionalmente, é o maior centro financeiro do Brasil, e conta também com diversos centros culturais e de entretenimento. Em Minas Gerais, localizam-se as mais importantes cidades históricas do Brasil, como Ouro Preto, Tiradentes e Diamantina. O Espírito Santo atrai milhares de turistas todos os anos devido a suas praias e regiões de montanhas.
O faturamento do turismo no país em 2019 totalizou R$ 238,6 bilhões. O Sudeste respondeu por 61,6% do faturamento do setor turístico, com R$ 147 bilhões, sendo R$ 96,7 bilhões somente em São Paulo. Segundo maior em vendas, o Rio de Janeiro faturou R$ 25,5 bilhões. Minas Gerais apresentou R$ 19,2 bilhões em vendas. O Sul participou com 15,9% (R$ 37,9 bilhões) enquanto o Nordeste foi responsável por 12,6% (R$ 30 bilhões). Centro-Oeste (6,9%, R$ 16,5 bilhões) e Norte (3,0%, R$ 7,3 bilhões) completam o quadro. Os segmentos de restaurantes e similares (53,3%), transporte de passageiros (26%) e de hospedagem e similares (11%) foram responsáveis por 90% das vendas turísticas, com valor em torno de R$ 216 bilhões. Há, hoje, 2,9 milhões de trabalhadores no setor, sendo 67% nas atividades de hospedagem e alimentação. 

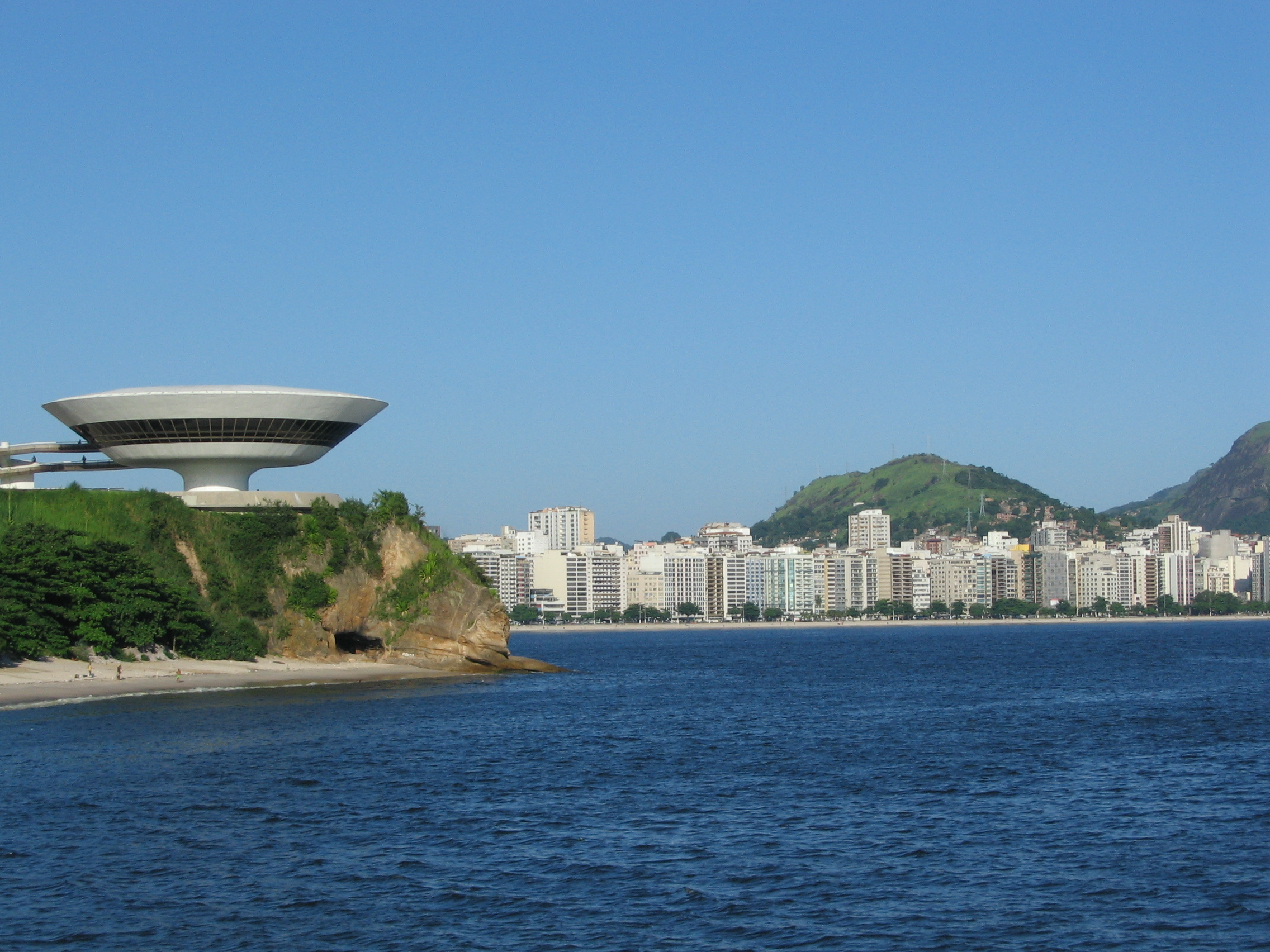
Niterói, uma das cidades mais conhecidas do estado. Na foto o Museu de Arte Contemporânea.

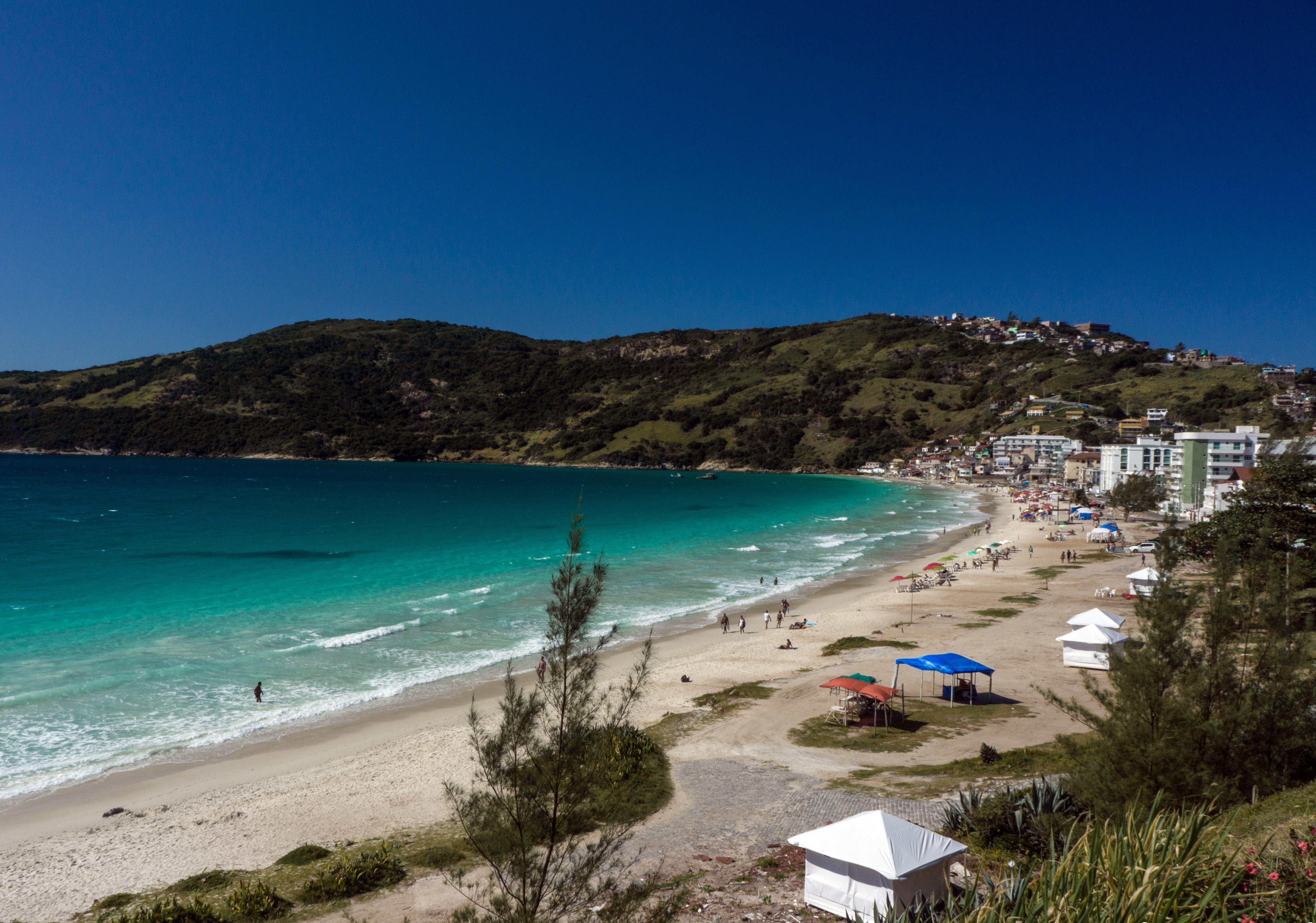
Prainha, Arraial do Cabo.

O Rio de Janeiro é a cidade que recebe mais turistas estrangeiros em toda a América Latina. No Brasil, ela recebe quase 40% dos turistas estrangeiros que visitam o país e a que mais recebe turistas em todo o Brasil. Foi eleita uma das dez cidades mais bonitas do mundo pelo site de guia de turismo mundial Ucityguides. É a cidade que mais recebe turistas de cruzeiros marítimos. Durante o verão a cidade recebe mais de três milhões de turistas, sendo a cidade brasileira mais conhecida no exterior. A capital fluminense é internacionalmente conhecida pela beleza de suas praias e morros, além de ter diversos museus, teatros e casas de espetáculos. Segundo a EMBRATUR, é o destino mais procurado pelos turistas estrangeiros que visitam o Brasil a lazer, e o segundo colocado no turismo de negócios e eventos. A cidade também abriga a maior floresta urbana do mundo, no Parque Estadual da Pedra Branca.
O Cristo Redentor, eleito uma das sete maravilhas do mundo moderno, o morro do Pão de Açúcar (com seu famoso teleférico), a lagoa Rodrigo de Freitas, as praias de Copacabana, Ipanema e Barra da Tijuca, a floresta da Tijuca, a Quinta da Boa Vista, o Jardim Botânico, o Largo do Boticário, a Cinelândia e o Estádio do Maracanã estão entre os principais pontos de visitação. Entre os maiores eventos do calendário carioca, destacam-se o Carnaval, que, segundo o Guinness Book é a maior festa do planeta com cinco milhões de foliões brincando pelas ruas da cidade, e a festa do réveillon em Copacabana, que também está no Guinness Book como a maior festa de ano novo do mundo, com mais de 4 milhões de pessoas espalhas pelas prais da cidade, sendo 2 milhões só na praia de Copacabana.
No sul do estado, a cidade de Paraty, com sua arquitetura colonial, Angra dos Reis com suas ilhas e Ilha Grande são os destaques. Ao norte do estado, são muito procuradas as praias da Região dos Lagos, com Búzios e Cabo Frio. A região serrana conta com Teresópolis, Petrópolis, Nova Friburgo, a vila de Visconde de Mauá, no município de Resende, e Penedo no município de Itatiaia, como refúgios de inverno para se aproveitar o frio.

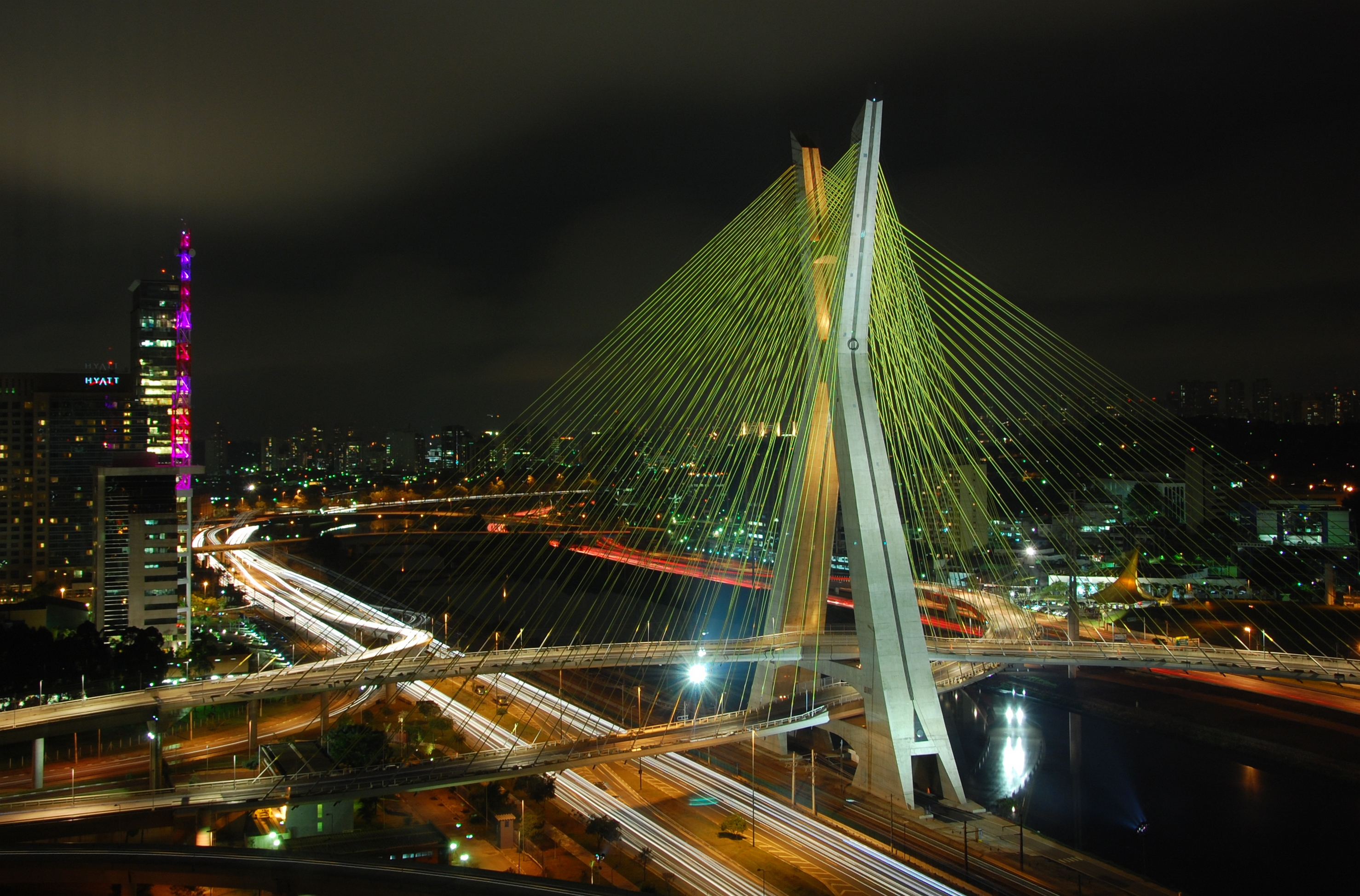
Ponte Octávio Frias de Oliveira em São Paulo, a maior cidade do país e a mais visitada por estrangeiros que viajam a negócios e eventos.

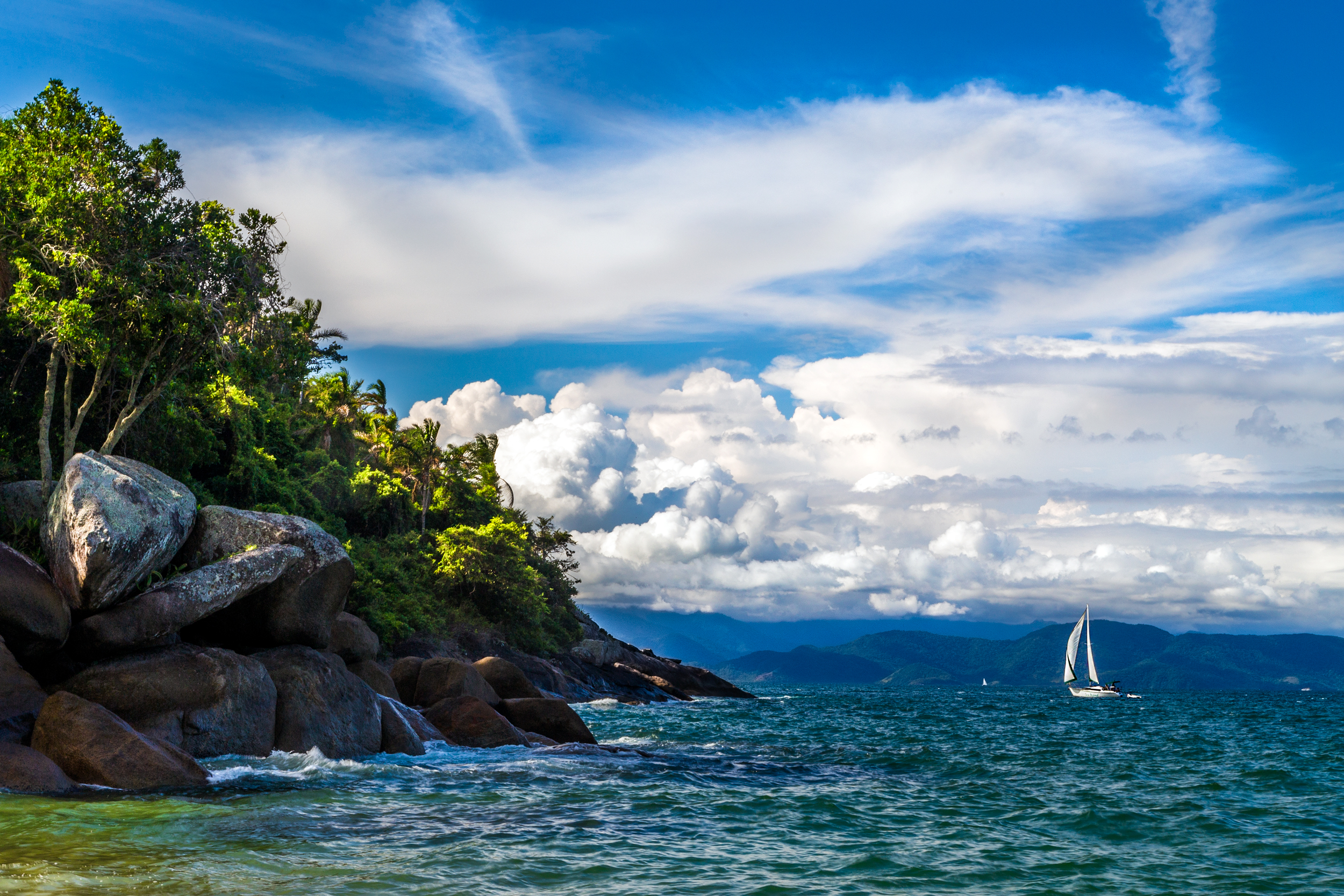
Praia da Feiticeira, no município de Ilhabela

A cidade de São Paulo tem como característica principal o turismo de negócios, por ser considerada um dos principais centros financeiros da América Latina. Segundo a EMBRATUR, São Paulo é o destino mais procurado pelos turistas estrangeiros que visitam o Brasil a negócios, eventos e convenções, e o terceiro colocado nas viagens de lazer. Estima-se que na cidade ocorra um evento a cada seis minutos. A maior cidade do país também possui a maior rede hoteleira brasileira. 
Após receber o título de capital mundial da gastronomia, a cidade conta com grande procura pelo turismo gastronômico. Muitos dos melhores restaurantes do Brasil encontram-se na capital paulista, bem como uma enorme variedade de culinárias para todos os bolsos. O turismo cultural também é destaque, dada a quantidade de museus, teatros e eventos como o Carnaval de São Paulo, o Salão do Automóvel, o Grande Prêmio do Brasil, e o réveillon da Avenida Paulista.
A cidade possui uma agitada vida noturna, principalmente no distrito do Itaim Bibi, na zona oeste da cidade, com suas casas noturnas e restaurantes, que se tornam outro atrativo da cidade.
Seus principais marcos e cartões-postais são: a Avenida Paulista, o MASP, a Estação da Luz/Museu da Língua Portuguesa, os edifícios Altino Arantes, Itália e Copan, a Ponte Octávio Frias de Oliveira, o Parque do Ibirapuera e a Praça da Sé.
Cidades do interior do estado de São Paulo como Campinas, Campos do Jordão, Atibaia, Bragança Paulista, Sorocaba, São José dos Campos, São Carlos, São José do Rio Preto e outras nas proximidades da Grande São Paulo, como Juquitiba e Embu das Artes e da Região Metropolitana de Campinas também costumam receber considerável número de turistas.
Pequenas cidades do interior também apresentam um fluxo considerável de turistas, sobretudo as estâncias turísticas, climáticas e hidrominerais como Águas de Lindoia, Águas de São Pedro, Aparecida, Atibaia, Campos do Jordão, São Pedro, Serra Negra e Socorro, que contam com grande infraestrutura hoteleira.
Outro grande atrativo é o litoral. As cidades mais procuradas são: Santos, Bertioga, Ilha Bela, Guarujá, Caraguatatuba e Ubatuba.

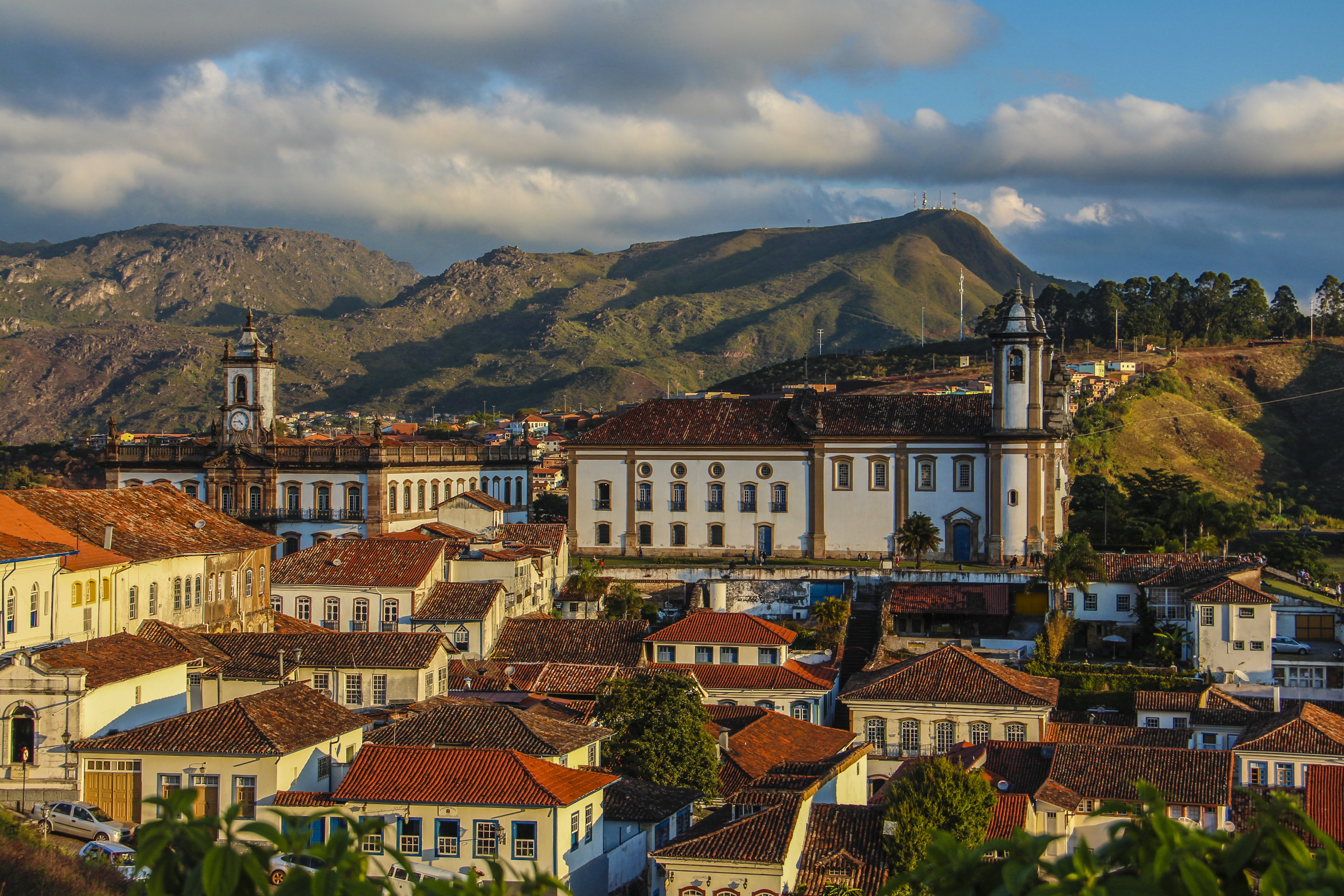
Ouro Preto, foi a primeira cidade brasileira declarada Patrimônio Mundial pela UNESCO.

Já em Minas Gerais, o enfoque é o turismo histórico, com destaque para as cidades de Tiradentes, São João del-Rei, Diamantina e Ouro Preto.
A capital e maior cidade do estado, Belo Horizonte, é um dos maiores centros financeiros do Brasil, com o complexo da Pampulha, e o turismo de negócios. 
O Triângulo Mineiro, com suas duas maiores cidades, Uberlândia e Uberaba, a primeira conta principalmente com o turismo de negócios, sendo um dos principais centros econômicos do estado de Minas Gerais.
Na região da Zona da Mata, Juiz de Fora e Carangola se destacam pelo turismo de eventos e negócios, contando com museus e diversos pontos turísticos.

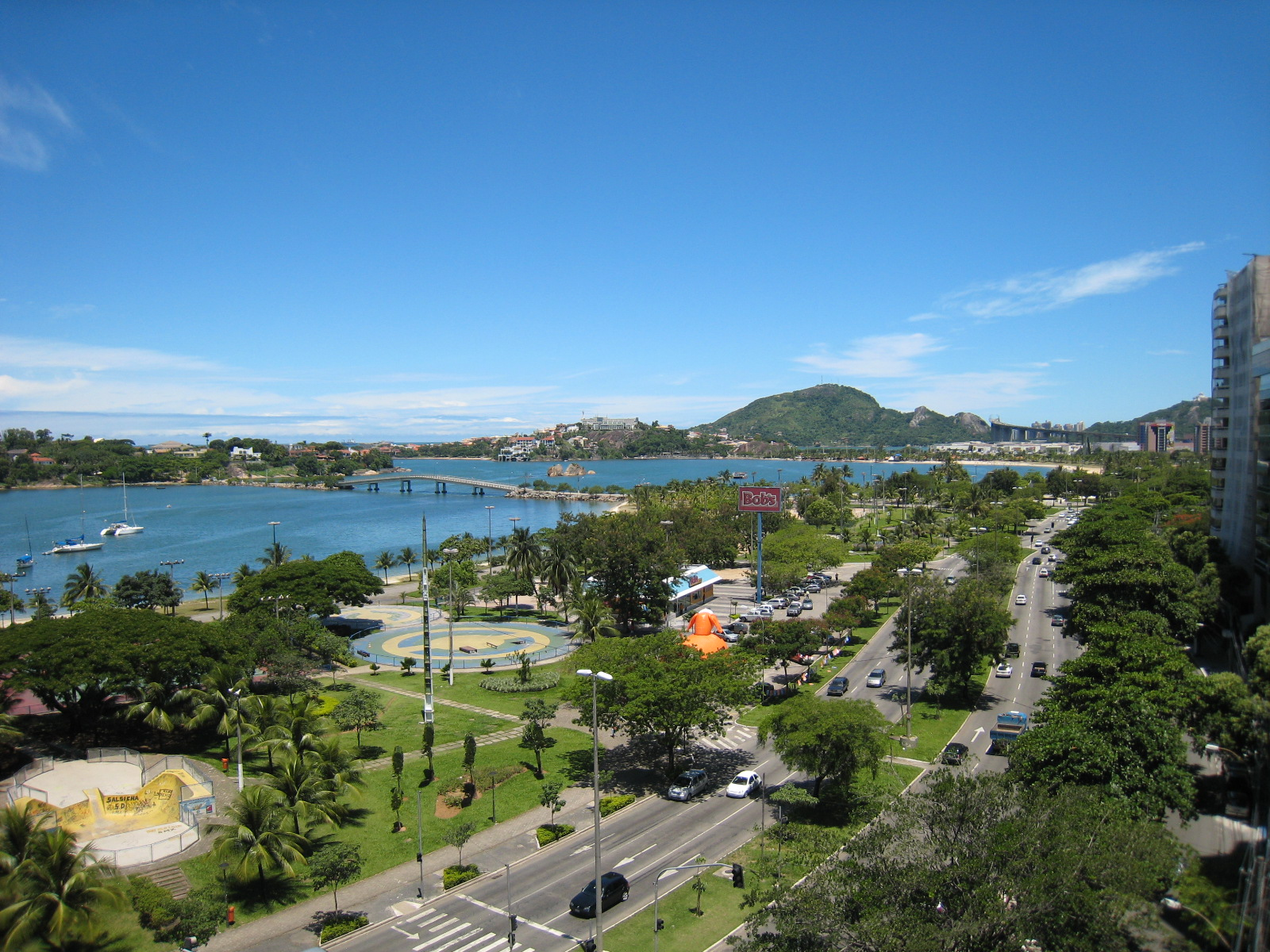
Vitória, a capital do Espírito Santo.

O estado do Espírito Santo demonstra um grande potencial turístico, embora pouco explorado. Conta com a versatilidade de ter o clima de montanha a menos de duas horas da praia, construções históricas, belezas naturais e até cidades inteiras fundadas por imigrantes italianos e alemães inteiramente preservadas, dentre outras atrações.
As principais cidades visitadas por turistas são: Vitória, Vila Velha, Serra, Guarapari, Linhares, Iriri, São Mateus, Marataízes, Conceição da Barra, incluindo as dunas e a vila de Itaúnas.